# Horthy Miklós (kormányzó)
Vitéz nagybányai Horthy Miklós (Kenderes, 1868. június 18. – Estoril, Portugália, 1957. február 9.) magyar politikus, a 20. századi magyar történelem meghatározó alakja. Az Osztrák–Magyar Monarchia tengerésztisztje, 1909–1914 között Ferenc József szárnysegéde. IV. Károly az első világháború alatt ellentengernaggyá, majd az őszirózsás forradalom utolsó napján altengernaggyá léptette elő, a Monarchia flottájának utolsó főparancsnoka volt, hivatalos alkalmakkor később is mindig haditengerész egyenruhában mutatkozott. Részt vett a köztársaság kikiáltását követő proletárdiktatúra elleni forradalomban, a Nemzeti Hadsereg fővezére lett. A királyság visszaállítása után megszilárdította az államhatalmat, 1920. március 1-jétől 1944. október 16-ig ő volt a Magyar Királyság kormányzója, de a király visszatérését megakadályozta. Külpolitikájában meghatározó volt az ország területi revíziója. A második világháború alatt eleinte próbált katonailag semleges maradni, de a második bécsi döntés után, 1941-től már elköteleződött a tengelyhatalmak mellett. 1944 tavasza, az ország német megszállása után is hatalmon maradt, az ősz folyamán még megpróbált kiugrani a háborúból, azonban a nyilasok átvették a hatalmat és lemondatták. Ezután a németek tartották fogva feleségével együtt Bajorországban, ahol a háború után is maradt. A politikától visszavonult, családjával 1949-ben Portugáliába emigrált és ott is halt meg 1957-ben. 1993. szeptember 4-én temették újra Kenderesen. Megítélése napjainkban is eltérő a különböző politikai oldalaknak a történészi álláspontokban is tükröződő véleményei szerint.

## Származása, családja

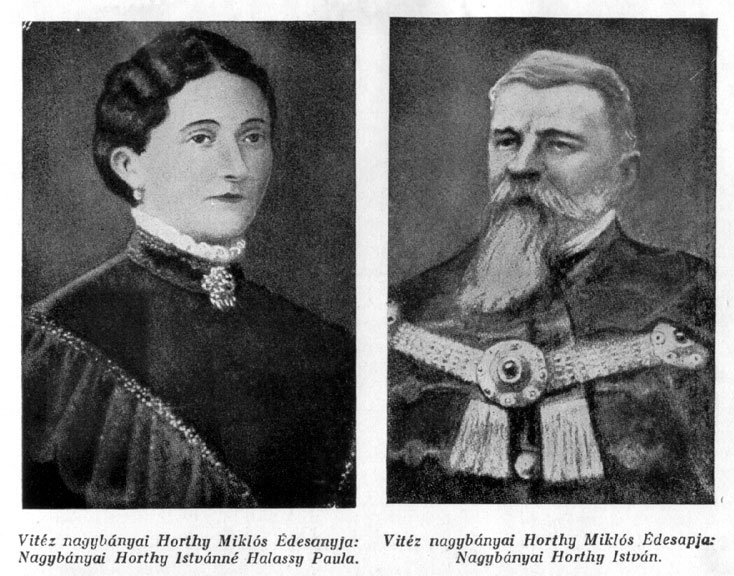
Horthy szülei, Halassy Paula és Horthy István

A család őse, Horthy István 1635-ben kapott nemesi oklevelet II. Ferdinánd királytól. Az ekkor már Északkelet-Magyarországon élő, székely eredetű család nevéről azonban már jóval korábban, a 16. század végén említést tesznek Debrecen város jegyzőkönyvei. Szerepük azonban nem lehetett jelentős, mivel nevükön kívül más adatot nem jegyeztek fel róluk. A nemesítésre Kolozs vármegyében került sor 1657. június 21-én.
Miklós apja, Horthy István (1830–1904), a magyar főrendiház tagja, egy 1500 holdas birtok tulajdonosa, igen szigorú ember volt – még saját gyermekeivel is. 1857-ben kötött házasságot dévaványai Halassy Paulával (1839–1895). Apai nagyszülei nagybányai Horthy István (1795–1857), Szabolcs vármegye táblabírája, földbirtokos, és bizáki Puky Amália (1805–1839) asszony voltak. Anyai nagyszülei dévaványai Halassy József (1810–1860), földbirtokos, és Gärber Erzsébet színésznő (1806–1882) voltak.
Horthy István és Halassy Paula frigyéből kilenc gyermek született: István, Zoltán, Béla (16 éves korában elhunyt), Paula, Erzsébet, Szabolcs, Jenő (aki kétéves korában elhunyt) és Jenő (1877–1954). Horthy fivérei közül István (1858–1937) lovassági tábornokként szolgált az első világháború során és számos magas kitüntetést kapott. Miklóshoz hasonlóan ő is a Mária Terézia-rend birtokosa volt. Az ellenforradalom idején Székesfehérvárott szolgált, és támogatta öccse törekvéseit, visszavonulásától haláláig pedig Jász-Nagykun-Szolnok vármegye törvényhatóságának képviselője volt. Horthy Miklóst 1868. július 10-én a kálvinista felekezet szerint keresztelték meg Kenderesen; két keresztapja, bizaki Puky Miklós (1806–1887), Heves vármegye első alispánja és dévaványai Halassy Gáspár másodalispánja, két keresztanyja, okolicsnói Okolicsányi Menyhértné szolnoki Jármy Ilona asszony és Losonczy Izabella kisasszony volt.
Horthy Miklós 1901. július 22-én Aradon kötött házasságot a római katolikus jószáshelyi Purgly Magdolnával (1881–1959), jószáshelyi Purgly János (1839–1911), országgyűlési képviselő, Arad vármegye törvényhatósági bizottságának tagja, az Aradi és Csanádi Egyesült Vasutak és Takarékpénztár igazgatója, földbirtokos, és kézdivásárhelyi Vásárhelyi Ilona (1841–1896) leányával. Az egyik esküvői tanú dévaványai Halasy Pál (1846–1912), császári és királyi kamarás, tábornok, a másik, monyorói Urbán Iván (1846–1915), Arad vármegye főispánja volt. Négy gyermekük született:
1. Magdolna (1902–1918), fiatalon meghalt vörhenyben.
2. Paulette (1903–1940), előbb vitéz Fáy László földbirtokos, majd gróf Károlyi Gyula neje.
3. István (1904–1942), a MÁV gépgyár főmérnöke, 1940–1942 között a MÁV elnök-vezérigazgatója, majd rövid ideig kormányzóhelyettes, hadirepülőgép-szerencsétlenségben halt meg a szovjet fronton. Felesége Edelsheim-Gyulai Ilona (1918–2013) volt.
4. Miklós (1907–1993), feleségül vette Károlyi Mária Consuelo grófnőt (1905–1976).[4]

## Gyermekkora, iskolái
Gyermekkorát nyolcéves koráig a családi birtokon, Kenderesen töltötte. A családi visszaemlékezések szerint eleven és kalandszerető gyermek volt. Emlékirataiban így ír erről: „[Atyám] nem sok megértést tanúsított csínytetteim iránt sem, pedig élénk képzeletem és kalandvágyam el-elcsábított. Így történt aztán, hogy elnéző édesanyám vonakodása ellenére már nyolcéves koromban elszakadtam a meleg családi körből. Debrecenbe kerültem két bátyámmal közös szállásra.”
Elemi iskolai tanulmányait magánúton végezte Kenderesen (1874–1876), majd a Debreceni Református Kollégiumban (1876–1878). Gimnáziumi tanulmányait Sopronban, a Lähne-tanintézetben (1878–1882) végezte, ahol németül oktatták. Béla bátyja a fiumei tengerészeti akadémia növendéke volt. Hadapróddá avatása előtt két hónappal, hadgyakorlat közben halálos baleset érte. A családi akarattal szembeszegülve 1882 őszén Miklós saját elhatározásból bátyja nyomdokába lépett a fiumei tengerészeti akadémián. A 612 jelentkező közül csak 42 nyert felvételt az akadémiára, köztük Horthy is. Az akadémia szigorúságát az jellemezte a legjobban, hogy a hallgatók harmada kibukott vagy kimaradt. Az akadémia során a matrózoktól megtanult olaszul és horvátul is. Emellett németül, angolul és franciául is beszélt. 1886. október 7-én avatták az osztrák-magyar hadiflotta másodosztályú tengerész hadapródjává.

## Tiszti karrierje

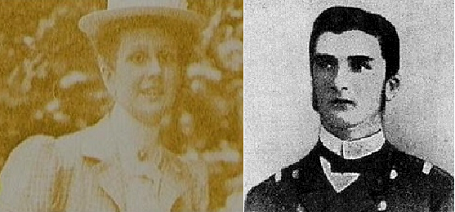
Purgly Magdolna és Horthy Miklós mint sorhajózászlós Kalkuttában

Szolgálatát a háromárbócos, segédgőzgéppel felszerelt vitorlás Radetzky fregatton kezdte meg. 1890-ben már sorhajózászlósként szolgált a Konstantinápolyban horgonyzó Taurus állomáshajó fedélzetén. Kiváló sportember lévén nagy tekintélyt vívott ki a helyi úri körökben. Kiválóan vitorlázott és eredményes középtávfutó volt. Vívásban hadseregbajnoki címet nyert. Emellett kerékpárversenyzőként és teniszben is kiemelkedően teljesített (párosban legyőzte az angol hadseregbajnok párost), valamint elsőosztályú lovas volt. Fenti sporteredményei, jó tánctudása, megnyerő modora és az általa beszélt nyelvek a társasági körökben szívesen látott emberré tették. Munkájában, szolgálataiban viszont nem igen jeleskedett, feljebbvalói nem tartották tehetségesnek, kiemelkedő teljesítményt nyújtani tudó tisztnek. Kadéttársai közül a kinevezéseket ő kapta meg utoljára. 1892–1894-ben mint beosztott tiszt vett részt a Saida kelet-ázsiai és óceániai útján, amelynek során érintette Indiát, Ausztráliát és Melanéziát. Útja során csodálattal töltötte el a brit flotta nagysága: „Viktoria angol királynő uralkodása idején (…) korlátlanul érvényesült a büszke mondás: Britannia rules the waves, s ennek utunk folyamán számos mély hatást keltő példáját tapasztalhattuk.” – írta emlékirataiban. 1908-ban és 1909-ben sorhajóhadnagyként a Taurus parancsnoka volt. 1909 és 1914 között Ferenc József szárnysegédje volt – emlékirataiban hangsúlyozott tisztelettel emlékezett meg az uralkodóról. 1914. január 20-án érte el a sorhajókapitányi rendfokozatot, amely a szárazföldi hadseregben az ezredesinek felelt meg.

## Az első világháborúban

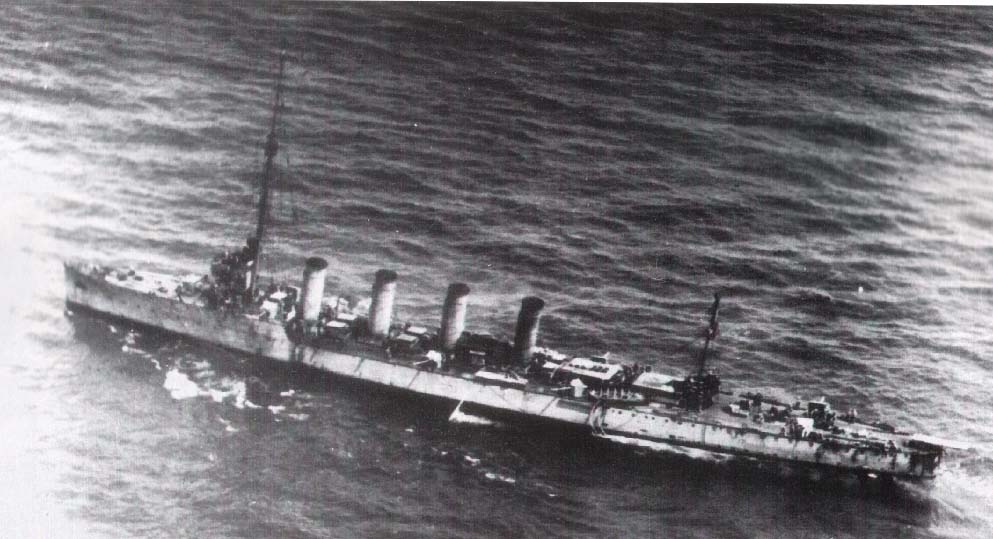
A Novara cirkáló bevetés közben

Az első világháború kitörése után 1914-ig a Pólában horgonyzó 8300 tonnás Habsburg csatahajó parancsnoka, majd a flotta egyik legkorszerűbb egysége, a frissen épült Novara gyorscirkáló kapitánya lett. Az Olasz Királyság hadüzenete után a flotta olasz kikötők elleni 1915. május 23-ai támadásában a Novara vezette hajóraj parancsnokaként Porto Corsini bombázását irányította, majd több hasonló, kisebb akcióban vett részt.
1916. július 9-én a Novara egymaga elsüllyesztett két felfegyverzett brit halászhajót, illetve kettőt megfutamított, kimentve a 9 túlélőt. 1917. május 15-én vezetésével a Novara, a Helgoland és az SMS Saida cirkálók, valamint a Balaton és a Csepel torpedórombolók áttörték az otrantói záróövet, és 12 gőzöst süllyesztettek el. A visszaúton megütközött az Alfredo Acton ellentengernagy vezette antant-hajórajjal (HMS Darthmouth és Bristol brit és a Marsala olasz cirkálók és 5 olasz romboló). A harcban, amelyben az adriai hadviselés történetében először mesterséges köd bevetésével is próbálkozott a Novara-csoport parancsnoka, maga Horthy is fej- és lábsérülést szenvedett, 5 repesz fúródott lábaiba, de sebei ellátása után hordágyon a parancsnoki hídra vitette magát, ahonnan tovább irányította a csatát, amíg el nem veszítette eszméletét a vérveszteség következtében. A több találatot kapott Novarát a Saida vette vontába, és a lassan haladó menetet csak a Budapest csatahajó valamint a SMS Kaiser Karl VI. és a SMS Sankt Georg páncélos cirkálók vezette erősítés megjelenése mentette meg.
Felépülése után, 1918. február 1-jén a Prinz Eugen csatahajó parancsnoka lett. A cattarói matrózlázadás elfojtásában (a Sankt Georg, Kaiser Karl VI. és Gäia hadihajókon) a hiedelmekkel ellentétben nem vett részt. 1918. február 27-én ellentengernaggyá és több, rangban felette álló sorhajókapitányt és tengernagyot megelőzve a császári és királyi flotta parancsnokává nevezték ki.
1918 júniusában a teljes flotta élén ismét kifutott, hogy az otrantói védőzárat megtámadja, de a – másik hajóegységet vezető – Szent István csatahajó megtorpedózásának hírére visszafordult. 1918. október 31-én végül IV. Károly király utasítására átadta a flotta hajóit a Szerb-Horvát-Szlovén Nemzeti Tanácsnak. Az őszirózsás forradalom alatt a király még november 1-jén kinevezte altengernaggyá, a köztársaság kikiáltása után kenderesi birtokára vonult vissza. Horthyról, mint tengerésztisztről a szövetséges és ellenséges erők tisztjei egyaránt nagyon jó véleménnyel voltak, több megemlékezésben kiemelték „lovagiasságát”.

## A Nemzeti Hadsereg fővezéreként
A Tanácsköztársaság idején csatlakozott a francia megszállás alatt álló Szegeden zajló ellenforradalmi szervezkedéshez. Először hadügyminiszter lett Gróf Károlyi Gyula szegedi ellenforradalmi kormányában, majd P. Ábrahám Dezső miniszterelnöksége alatt, bár a kormányból kimaradt, kinevezték a Nemzeti Hadsereg főparancsnokának 1919. július 13-án. A Nemzeti Hadsereg létrehozását még Horthy hadügyminisztersége előtt kezdte meg Gömbös Gyula honvédelmi államtitkár kommunistaellenes tiszti különítményekből, de ekkor már az antant is hozzájárult egy kisebb létszámú magyar fegyveres erőhöz. 
A Tanácsköztársaságot az antant megbízásából a román hadsereg buktatta meg, amely a kommunizmus leverése ürügyén, végsősoron ellenforradalmi haderőként lépett át az 1919. márciusában a Vix-jegyzékben számára is előírt demarkációs vonalon, és így vonult be Budapestre 1919. augusztus elején. 
A Nemzeti Hadsereg szintén 1919. augusztus elején főhadiszállását Siófokon rendezte be, miközben Horthy fontos tárgyalásokat folytatott Budapesten a román  főparancsnokkal és az antant tábornoki bizottságával. Román források szerint a Nemzeti Hadsereg még fegyvereket is kapott a románoktól az antant támogatásával, és augusztus 22-én elrendelte a sorozást. Horthy fővezérségét végül az a Lehár Antal ezredes is elismerte, aki eredetileg Szombathelyen önálló tiszti különítményt szervezett, mivel tudomásul vette, hogy Horthy altengernagyként rangban fölötte áll.
Horthy nem ismerte el az ország polgári közigazgatását irányítani kívánó budapesti Friedrich-kormányt, a Dunántúlon saját katonai igazgatást vezetett be, körzetparancsnokai teljhatalommal bírtak. Kemény cenzúrát vezettek be, ellehetetlenítették a polgári igazgatás kiépítésére irányuló törekvéseket és az igazságszolgáltatásba is beavatkoztak. E körülmények között kezdődött a többek között Prónay Pál, Ostenburg-Moravek Gyula és Héjjas Iván nevével fémjelzett fehérterror, amelynek kegyetlenségeit az antant képviselői is szóvá tették (igaz, ezzel ellentétes vélemények és jelentések is születtek).
Maga a "fővezér"-cím is a civil kontroll elutasítását jelzi, és politikai, vezéri ambícióra utal, de az is ennek felelt meg, hogy Horthy ügyes politikusnak bizonyult, aki minden, az eseményeket befolyásolni képes félnek másként és másról beszélt. A radikális különítményesek elhitték neki, hogy eljön majd a katonai diktatúra ideje, és a fővezért csak az adott átmeneti körülmények kényszerítik némi engedményre. A kormányzói ambícióval föllépő József főherceg meg volt győződve arról, hogy Horthy nem akarja elfoglalni Károly király helyét, és megőrzi neki a trónt és a koronát. A Párizsi Békekonferencia által Budapestre küldött négytagú tábornoki bizottság tagjainak bizalmát is megszerezte: több nyelven jól társalgott, úriemberként viselkedett. Augusztus 18-án a Horthy bejelentette a bizottságnak, hogy ha arra engedélyt kap, képes négy napon belül hatékony haderővel rendelkezni. A tábornokoknak valahogyan ténylegesen meg kellett oldani, hogy legyen egy fegyveres erő, amely alkalmas a rend biztosítására a román hadsereg kivonulását követően. A Nemzeti Hadsereg felkészültségét és kiképzését nem tartották megfelelőnek, de novemberre – más lehetőségek elvetése után – a bizottság elfogadta a tervet, hogy a Nemzeti Hadsereg vegye át az ellenőrzést Budapesten. Ennek létszáma – az egyéb karhatalmi egységeket, pl. csendőrséget is beleértve – október közepén már meghaladta a 30 000 főt.
Ekkor már a brit diplomata, George Russel Clerk volt az ügy képviselője a bizottság részéről, aki október 23-án érkezett Magyarországra. Két feladata volt, az egyik, hogy a megszálló román hadsereg kivonulását megszervezze, a másik, hogy tegye lehetővé végre egy olyan koalíciós kormány megalakulását, amely a győztes hatalmak részéről elismerhető, és amely a békeszerződést aláírja.
A Nemzeti Hadsereg Budapestre vonulásának híre kisebb pánikot váltott ki a zsidóságban. Attól tartottak, hogy Horthy katonái Budapesten is pogromokat fognak rendezni. Ezért a Pesti Izraelita Hitközség delegációt menesztett a főparancsnokság főhadiszállására, Siófokra. Barátságosan fogadták őket. Horthy nyomatékosan biztosította a küldöttséget, hogy nem enged Budapesten pogromot rendezni. Nem csak a zsidók tartottak az atrocitásoktól, hanem az ellenzéki politikusok is (a polgári liberálisok és a szociáldemokrata párt). Clerk ara kérte Horthyt, adjon formális biztosítékot, hogy csapatai teljes rendet fognak fenntartani, és semmiféle provokációt nem követnek el. November 5-én Horthy aláírt erről egy nyilatkozatot, de ténylegesen nem tett semmit, hogy Budapest lakossága ne tapasztalhassa meg a fizikai és a lelki terror különféle formáit (letartóztatás, verés, inzultálás, sértegetés, magántulajdon megrongálása vagy elvétele). Elsősorban a zsidók és a szociáldemokraták voltak az áldozatok. A több száz letartoztatott elengedése érdekében Clerk még azt is kilátásba helyezte, hogy felfüggesztik a román hadsereg kivonulását a Tiszántúlról. Az atrocitások ellenére, összességében, az antant képviselői elégedettek voltak a hatalomváltást követő Budapesten tapasztalható állapotokkal.

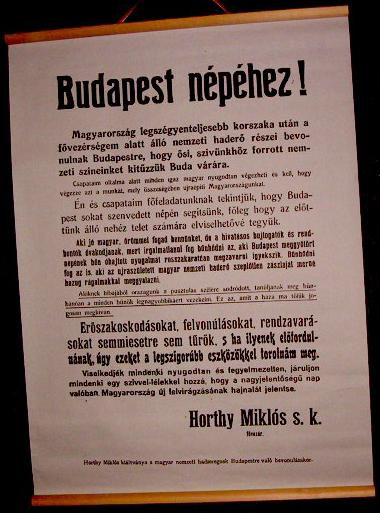
Horthy kiáltványa Budapest népéhez a Nemzeti Hadsereg bevonulásakor

1919. november 16-án, miután a román hadsereg gondos ellenőrzés mellett távozott a kifosztott Budapestről, Horthy – a viseletéről „darutollasnak” nevezett haderő élén – bevonult a fővárosba. Főhadiszállását ideiglenesen a Gellért Szállóban rendezte be, a különítményesek pedig több saját központot alakítottak ki saját maguknak. Márciusig a románok a trianoni országterület egészéről kivonultak.
1920. március 1-jén előzetes tárgyalások után a Nemzetgyűlés Magyarország kormányzójává választotta Horthy Miklóst (1920. évi II. törvénycikk).

### A fővezér felelősségének kérdése
A magyar vöröshadsereg és a Tanácsköztársaság felszámolásában a román hadseregnek jutott döntő szerep. Ennek kapcsán a fehérterrort is a román hadsereg kezdeményezte, amennyiben az első "antikommunizmus" ürügyén elkövetett gyilkosságok az ő műveik az Alföldön, már 1919 tavaszán és nyarán. Magyarország román katonai megszállása hatalmas károkat okozott. Megindult az ország módszeres kifosztása, amely során a becsült kár 1,5 milliárd aranykorona volt.
Horthynak a magyar fegyveres erők főparancsnokaként kötelessége volt, hogy az ország fővárosának a román megszállását megszüntetni igyekezzék, és a román megszállók helyére minél előbb bevonuljon. Ezt azzal a  Nemzeti Hadsereggel tehette meg, amely egy frissen alakult, meglehetősen szervezetlen testület volt, amelynek tagjai az amúgy is zűrzavaros időszakban akadály nélkül cselekedhettek, parancs nélkül, saját belátásuk szerint (amint ezt a későbbiekben a Rongyos Gárda Sopron környéki tevékenysége is igazolta).
A fehérterror áldozatainak száma egyesek szerint több száz, mások szerint több mint 1000 fő (Böhm Vilmos, a Magyarországi Tanácsköztársaság hadügyi népbiztosa szerint mintegy 5000-re becsüli). Ők főként nem a vörösterror elkövetői, hanem a Tanácsköztársasággal rokonszenvező közemberek voltak. Emellett gyakran a kommünhöz nem köthető zsidó származású személyek is áldozatául estek a terrornak. Ennek fő oka az volt, hogy a Nemzeti Hadsereg különítményesei előszeretettel azonosították a zsidóságot a Tanácsköztársasággal azon az alapon, hogy vezetőinek döntő többsége, és sok kommunista is, zsidó volt. A fehérterror bűncselekményei folytatódtak a budapesti bevonulás után is. A Nemzeti Hadsereg tagjai kereskedőket fosztogattak, a nyílt utcáról hurcoltak el embereket, akiket a különítmények szállásain kínoztak, sokukat meg is gyilkolták. Számos nemi erőszakot is elkövettek.
Horthy emlékirataiban elismeri, hogy bűntettek történtek, de állítja, hogy „egyetlen törvénytelen tett elkövetésére sem adott parancsot a fővezérség.” Annyit elismer, hogy utólag tudomásul vette ezeket. A fővezérség az akciókat népítéletnek vagy egyéni kilengésnek minősítette. Kétségtelen, hogy Horthy ilyen irányú személyes parancsa nem maradt fenn és nem is valószínű, de az alá tartozó szegedi hadügyminisztérium parancsáról már fennmaradtak dokumentum. Horthy Edgar von Schmidt-Pauli róla írt könyvét egyetértőleg idézve írja: „Ha a vezető a maga nagy célját el akarja érni, nem szabad holmi csekélység miatt leintenie előre rohamozó csapatát, melynek lendületét és áldozatkészségét minden helyzetben fenn kell tartani, vagy hatáskörüket túllépő tisztjeit mindjárt szigorúan megrendszabályoznia, sőt esetleg agyon is lövetnie. Ezzel ugyanis csak a lázadás veszélyét, vagy még annál is rosszabb következményeket idézne elő. Nagyon is puhaszívű ember semmiképpen sem alkalmas arra, hogy elvadult időkben katonákat vezessen ... A földre rászabadult poklot még senki sem csendesítette le azzal, hogy angyalszárnyakkal legyezgette.” Itt Horthy maga is elismerte, hogy érdekében állt szabadjára hagyni „rohamozó csapatát”.
A budapesti bevonulás előtt Horthy parancsa így szólt: „ha Budapestre megyünk, mindenki jól tartson össze, tartson fegyelmet, hogy parancsom és reményem ellenére olyan ne történhessék, amit ránk fognak…”, ám ez a kilengéseket nem akadályozta meg. Horthy hatalma a kormányzóvá választásáig az antanttól és a Nemzeti Hadseregtől függött.
A Magyarországon lévő brit katonai és civil megfigyelők támogatták Horthy tevékenységét annak érdekében, hogy végre konszolidálja az ország helyzetét. Thomas Sakmyster történész szerint Horthy ideiglenes kormányzóvá tételét a szövetségesek katonai missziójának vezetője, Yates ezredes már 1919-ben javasolta a NH siófoki főhadiszállásán. Sir George Clerk, a brit külügyminisztérium 1919. október végén – november elején Kelet-Európába küldött megbízottja azt kérte Horthytól: ha hatalomra kerül, számoljon le mind a szélsőjobboldallal, mind a szélsőballal.
Horthy több esetben vizsgálatot rendelt el a gyilkosságok kivizsgálásának érdekében, bár ez inkább csak látszatintézkedés volt, hiszen utána az 1921. november 3-án kihirdetett kormányzói amnesztia a „hazafias indítékból” elkövetett erőszakos cselekedetek elkövetőit mentesítette a következmények alól.

## Fővezérből kormányzó

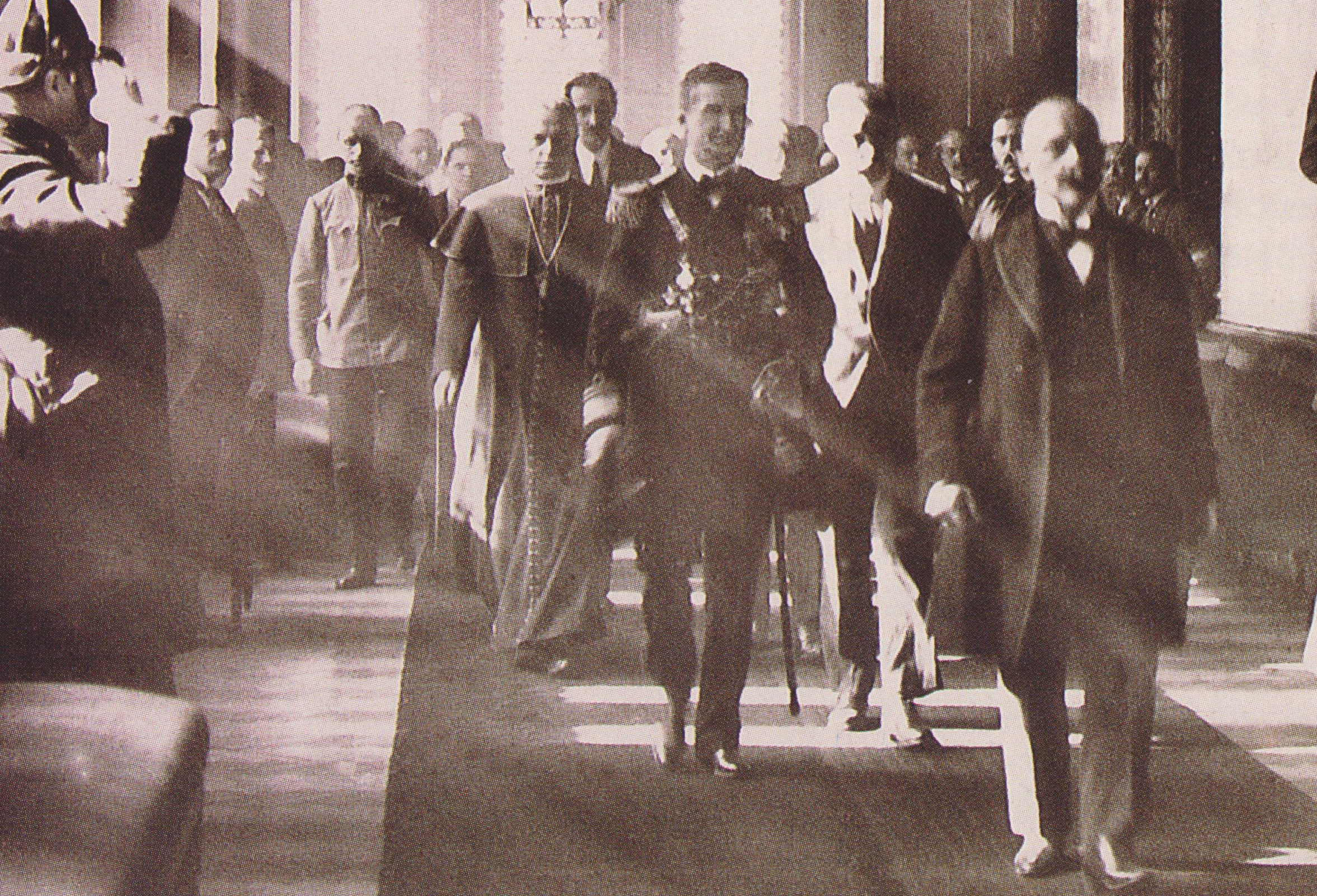
Horthy érkezése az Országházba 1920. március 1-én, mögötte Huszár Károly kormányfő

Horthy budapesti bevonulása után nyolc nappal, 1919. november 24-én a keresztényszocialista Huszár Károly vezetésével új kormány alakult, melynek gerincét a Keresztény Nemzeti Egyesülés Pártja (KNEP) politikusai alkották, de részt vett benne például a Keresztény Földmíves Párt, továbbá a parasztdemokrata Nagyatádi Szabó István és a szociáldemokrata Peyer Károly is. E kormányt – a Tanácsköztársaság bukását követően első ízben – az antant haladéktalanul elismerte, és december 1-jén felszólították a miniszterelnököt, hogy küldje el képviselőit a békekonferenciára. Ez a konszolidáció fontos lépése volt, mivel megszűnt az ország nemzetközi helyzetének teljes bizonytalansága. A belső helyzet stabilizálásához szükséges következő két lépés a nemzetgyűlési választás és az államfő kérdésének rendezése volt.

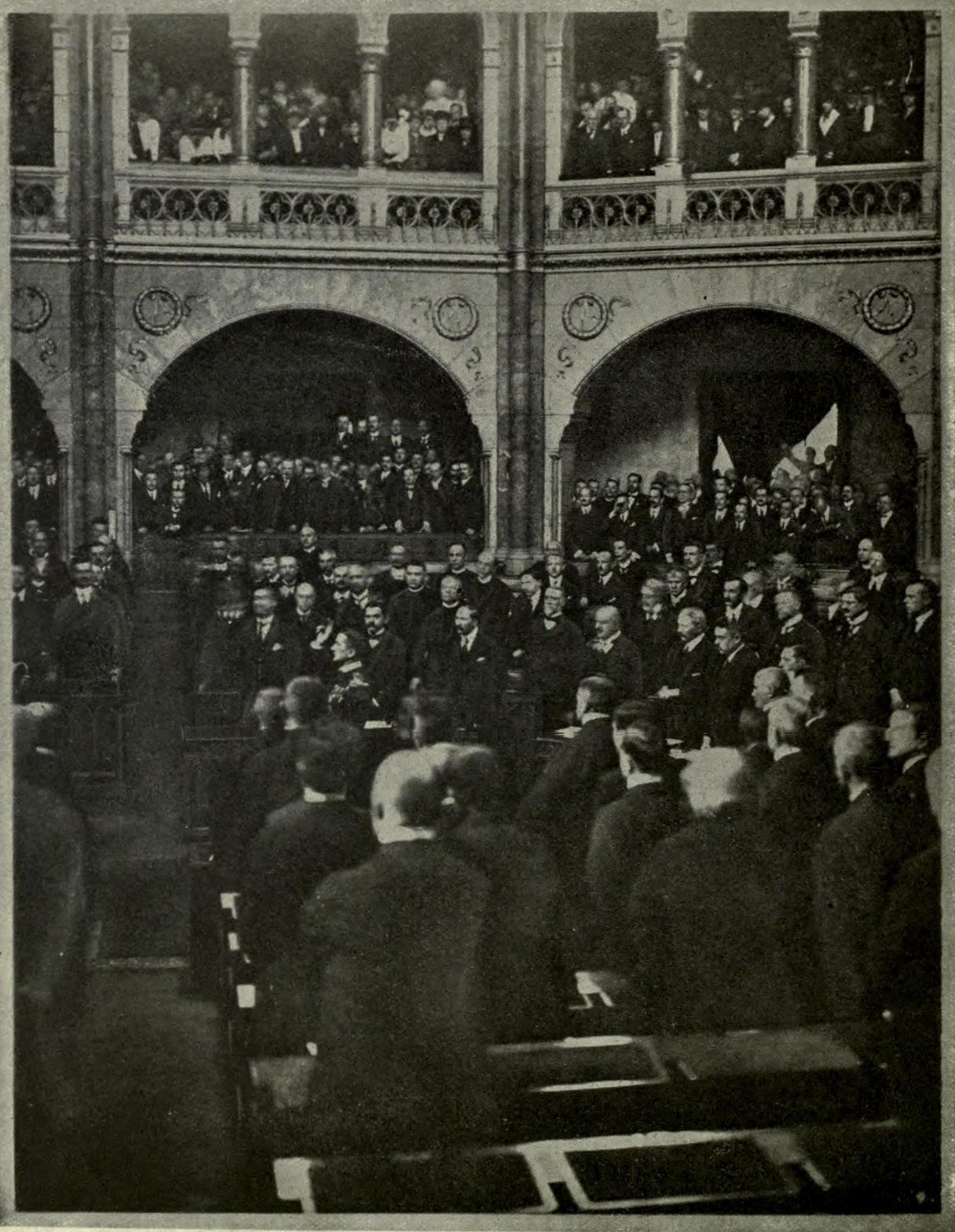
Horthy leteszi a kormányzói esküt a Nemzetgyűlésben 1920. március 1-jén

Az első ügy, a nemzetgyűlési választás megrendezése volt a viszonylag egyszerűbb. Az ehhez szükséges jogi hátteret már az előző, Friedrich-kormány megteremtette 1919 novemberében kiadott választójogi rendeletével, mely Magyarországon korábban soha – és majd 1945-ig ismét – nem látott demokratikus alapokon nyugodott. Titkos, egyenlő, kötelező és a nőkre is kiterjedő választójogot adott, és a 24 év feletti felnőtt lakosság 74 százalékára terjedt ki. A választást 1920. január 25–26-ára hirdették meg. A kormány elkötelezett volt a választások tisztességének és a pártok szabad működésének biztosítása mellett. Azonban az egyetlen szervezett fegyveres erőt vezető Horthy különítményesei és az általuk meg nem fékezett különböző jobboldali szervezetek a fehérterrort folytatva ellehetetlenítették a kormány szándékát, emiatt Peyer Károly január 15-én távozott a kormányból és az SZDP bejelentette, hogy nem indul a választáson. Részben ennek volt köszönhető, hogy a körzetek közel negyedében „egyhangú” volt a választás, vagyis csak egyetlen jelölt indult, az érvénytelen szavazatok aránya pedig meghaladta a 10 százalékot. A Kisgazdapárt és a KNEP biztos többséget szereztek a Nemzetgyűlésben, alig jutott mandátum a többi pártnak.
Az államforma kérdésében a Nemzetgyűlés teljes egységben volt: mindenki elutasította a forradalmakkal összekapcsolódó köztársaságot. A királyság egyöntetű támogatása mellett azonban nagy volt a megosztottság a IV. Károlyt támogató legitimisták és a velük szemben álló szabad királyválasztók között. Az előbbiek nagy része ideiglenes államfőnek valamely Habsburg főherceget támogatta volna, az utóbbiak többsége viszont a Habsburg-házzal való teljes szakítást kívánta. Az antant és a szomszédos országok háborús okként tekintettek IV. Károly esetleges visszatérésére, és még ideiglenesen sem támogatták volna egy Habsburg államfővé választását.
Mindez tovább erősítette az antant által amúgy is támogatott Horthy pozícióját. Ő nem kívánt király lenni, mert elvileg elismerte Károly trónigényének jogosságát, az ideiglenes államfői tisztség azonban nagyon is kedvére való volt, és ehhez éppen Károly iránti lojalitásának hangsúlyozásával végül megszerezte a legitimisták egy részének támogatását is. A Nemzetgyűlés februárban ült össze, elfogadta az állami főhatalom ideiglenes gyakorlásáról szóló törvényt, mely a közepesen erős köztársasági elnökökéhez hasonló jogkört adott a leendő kormányzónak. Horthy ezzel elégedetlen volt, ezért jelölésekor ragaszkodott a hatáskörök későbbi kiszélesítéséhez. A formális választásra 1920. március 1-jén került sor, mely a különítményesek utolsó politikailag jelentős tette is volt egyben: Horthy a biztonság kedvéért fegyvereseinek jelenlétében rendeztette meg a szavazást.

## Kormányzósága

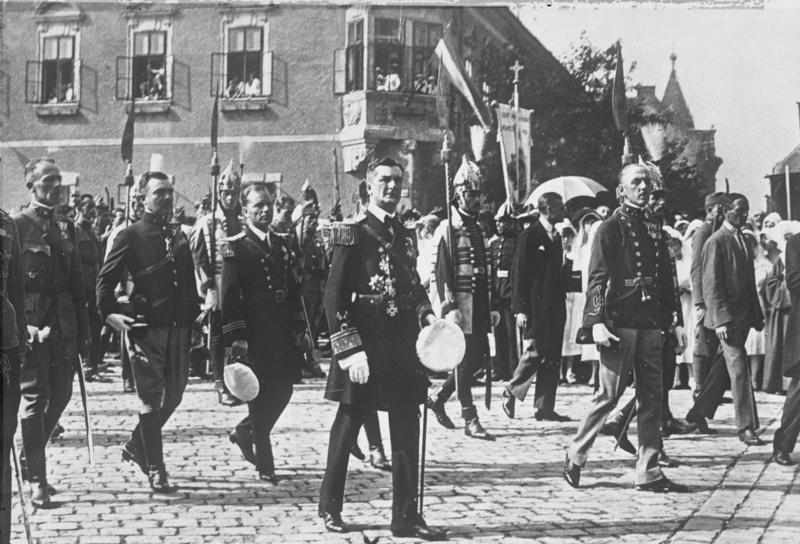
Horthy Miklós 1931. augusztus 20-án a budapesti Szent István napi körmenet résztvevőjeként

### A király nélküli királyság biztosítása
Horthy kormányzósága kezdetén IV. Károly király kétszer is visszatért Magyarországra. IV. Károly első visszatérési kísérlete 1921. március 26-án kezdődött: a Svájcba települt király néhány főnemesi támogatójával megjelent Szombathelyen, és tárgyalni kezdett Teleki Pál miniszterelnökkel. A nemzetközi politikai konstelláció (bizonytalan francia támogatás, a környező államok ellenségessége) és a magyar ellenállás miatt (Teleki belebukott a gyanúba, hogy támogatja a király visszatérését) végül lebeszélték a restaurációról, és ismét Svájcba küldték, ezúttal messzebb a határtól, Hartensteinbe.
Károlyt az események nem tántorították el attól, hogy legitim uralkodóként megpróbálja visszavenni a trónt: október 21-én már jelentős támogatói bázist tudhatott maga mögött, amikor a dénesfai Cziráky-birtokon landolt repülőgépével. Budapest felé menet több katonai alakulat, az ellenforradalom több vezetője (Ostenburg-Moravek Gyula, báró Lehár Antal, gróf Sigray Antal), valamint a magyar arisztokrácia helyi képviselői herceg Batthyány-Strattmann László vezetésével szintén felesküdtek rá. Károly saját kormányt is kinevezett, nagyrákói Rakovszky István vezetésével.
Horthy úgy döntött, hogy a csehszlovák külügyminiszter, Edvard Beneš azonnal intervencióval való fenyegetőzését komolyan kell venni, így gyorsan le kellett számolnia IV. Károllyal, akinek korábban kétszer is hűséget esküdött, és aki többször felszólította a hatalom átadására. Az uralkodó Ostenburg-Moravek Gyula és Lehár Antal által vezetett csapatai kíséretében október 23-án érkezett meg Budaörsre, ahol megkezdődött az ún. budaörsi csata. A király szentmisét celebráltatott a vasúti síneken, majd látva az ellene kivezényelt diákcsapatokat és halottakat, a vérontást elkerülendő beszüntette a fegyveres harcot. Másnap vidéki alakulatok érkeztek a fővárosba, és azonnal Budaörsre vezényelték őket, ahol bekerítették a királyhű erőket. A király második visszatérési kísérlete is kudarccal végződött: előbb október 25-én Tihanyba internálták, október 31-én pedig családjával együtt a brit HMS Glowworm monitoron szállították el Madeira portugál kézben levő szigetére. Az antant elvárásainak megfelelve november 6-án a Nemzetgyűlés – a magyar történelem folyamán 1620, 1707 és 1849 után negyedszer – kimondta a Habsburg-ház trónfosztását Magyarországon (1921. évi XLVII. törvénycikk). A törvényt nem jegyezte ellen a király, Horthy pedig az uralkodó kormányzójaként hirdette ki azt, ami paradox közjogi helyzetet teremtett. A tényleges hatalmi viszonyokat ez már nem befolyásolta, Horthy kormányzósága végleg megszilárdult.
A kormányzói jogkört többször bővítették az idők folyamán, ám az egyre idősödő Horthynak sosem volt diktatórikusnak mondható, totális hatalma. Utódlásának megoldása érdekében is tett lépéseket: 1942-ben kormányzóhelyettessé tette idősebbik fiát, Horthy Istvánt (1942. évi II. törvénycikk), aki még abban az évben elhunyt repülőbalesetben a szovjet hadszíntéren. Halála után nem avattak új kormányzóhelyettest.

### Belpolitika
Miután 1920. március 1-jén megválasztották kormányzónak, Horthy kezdettől a Teleki Pál és Bethlen István nevével fémjelzett mérsékeltebb politikusokat támogatta, akik felszámolták a továbbra is önkényeskedő különítményeket, majd 1921 nyarán államfőként gróf Bethlen Istvánt nevezte ki miniszterelnökké, s ezzel hozzájárult a húszas évek konszolidációjához.
Horthy kormányzóvá választása után visszavonult a mindennapi politikai életből. Elsőként Teleki Pált tette meg miniszterelnökké, aki megkezdte a helyzet konszolidálását. A különítmények nagy részét feloszlatta (nem egyszer katonai akció keretében számolta fel központjaikat). Nagyatádi Szabó István kisgazda földművelésügyi miniszter földreformot hirdetett. A reform érintetlenül hagyta a nagybirtokokat, azonban körülbelül 2 millió embert földhöz juttatott (1920. évi XXXVI. törvénycikk). Ez többnyire 1–5 holdas birtokot jelentett.
Horthy Miklóst, még hadügyminiszterként, gróf Teleki Pál miniszterelnök felkérte a földbirtokreformot kidolgozó bizottság elnökének. Elnökletével a bizottság, melynek tagjai a különböző minisztériumok szakértői voltak, megfogalmazta az új jogszabály kereteit. Ennek alapján a „A m. kir. minisztériumnak (miniszterelnökség) a vitézi telek adományozására és alapítására vonatkozó 6650/1920. M.E. számú” rendelettel alapították meg a Vitézi Széket mely alapítást az 1920:XXXVI. törvénycikk 77. paragrafusa megerősített. A Vitézi Szék elnöke és az 1920. novemberben elfogadott szervezeti szabályzata szerint Vitézi Rendnek nevezett közösség első főkapitánya az időközben kormányzóvá választott Horthy Miklós lett.
Az országtól elcsatolt területekről hazánkba menekülő értelmiségiek tízezreit munkához kívánta juttatni, ezért fogadtatta el az országgyűléssel a numerus clausus („zárt szám”) törvényt, amelynek értelmében a nemzetiségek csak etnikai arányuknak megfelelően nyerhettek felvételt felsőoktatási intézményekbe (a tudományegyetemekre, a műegyetemre, a budapesti egyetemi közgazdaságtudományi karra és a jogakadémiákra, 1920. évi XXV. törvénycikk 3. §). A törvény elsősorban a zsidóságot sújtotta. A kommunista mozgalmat az állami és társadalmi rend védelmére hivatkozva törvényen kívül helyezték (1921. évi III. törvénycikk).
Horthy kötelezővé tette a templomlátogatást, még a nem vallásos iskolások számára is: heti két órában kötelező volt a hitoktatás, a tanköteles gyermekeknek vasár- és ünnepnapokon kötelező az istentisztelet látogatása (1921. évi XXX. tc.-ben: „Az iskoláztatás kötelezettsége magában foglalja a vasár- és ünnepnapi istentisztelet látogatásának kötelezettségét is.”)
Teleki 1921-ben belebukott az első királypuccsba, ekkor a szintén mérsékelt konzervatív irányzatot képviselő Bethlen István lett a miniszterelnök (1921–1931). Kormányzása első évében kiegyezett a szociáldemokratákkal (Bethlen–Peyer-paktum), így azok legálisan működhettek, ám visszafogták tevékenységüket. A miniszterelnök az erős kormánypárti többség létrehozása érdekében néhány támogatójával együtt 1922-ben belépett a Keresztény Nemzeti Egyesülés Pártjával egyesült Kisgazdapártba. Ezzel sikerült létrehoznia az 1932. október 27-éig kormánypártként működő Keresztény-Keresztyén Földmíves-, Kisgazda- és Polgári Pártot, amit röviden Egységes Pártnak hívtak. Egy 1922-ben hozott miniszterelnöki rendelet garantálta az EP fölényét: vidéken visszaállította a nyílt szavazást, ami manipulálhatóvá tette a választásokat (1925-ben Sopronban, Székesfehérváron és Baján is), és jelentősen szigorított a cenzuson. A szabályozás 1939-ig maradt érvényben. 1922. szeptember 18-án lépett be hazánk a Népszövetségbe, ahonnan 1923-ban nagyarányú hitelt vett fel, mellyel megkísérelte talpraállítani a magyar gazdaságot: 1924-ben felállt a Magyar Nemzeti Bank, 1927-ben pedig új, értékálló pénzt vezettek be, a pengőt.
A nagy gazdasági világválság hatására mindaz, amit Bethlen majdnem tíz évig épített, összeomlott. 1929-ben ipari- és agrárválság söpört végig a világon, amely egyszerű gabonakonjunktúrával indult, hamarosan azonban általános túltermelési válsággá változott, amelyet hitelválság és a pénzvilág összeomlása is kísért. Magyarországon ez az agrárolló kinyílását eredményezte, a parasztság földvesztésével és a napszámok csökkenésével járt. A nehézipar visszaesett, üzemösszevonásokkal, bércsökkentéssel és tartós szabadságolásokkal próbáltak eredményeket elérni. A könnyűipar (főleg a textil-) kevésbé szenvedte meg a változást. A parasztság egy része nincstelenné vált, az ipari munkásság körében drasztikusan megnőtt a munkanélküliség és a munkával rendelkezők is csökkentett bérért dolgoztak. A középrétegekben megjelent az úgynevezett diplomás munkanélküliség.

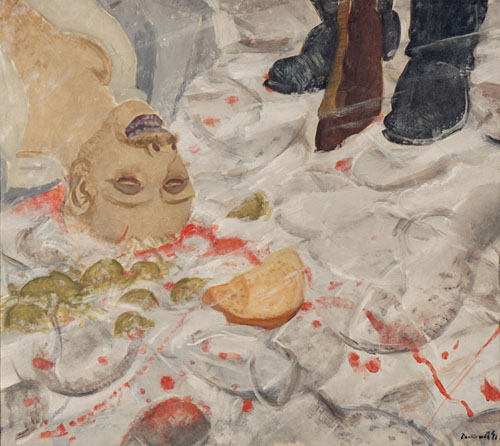
A Horthy-rendszer szociálpolitikájának a művészet eszközeivel való bírálata – Derkovits Gyula: Kenyérért című, 1930-ban készült festménye

A gazdaság tönkrement, az egységes kormánypárt felbomlott (az „örökös” kisgazda miniszter, Mayer János lemondott). Bethlen kénytelen volt lemondani, a kormányzó pedig Károlyi Gyulát nevezte ki miniszterelnökké, aki szintén nem ért el jelentős eredményt, noha szigorú takarékossági intézkedéseket foganatosított. Az új miniszterelnök a biatorbágyi merénylet hatására bevezette a statáriumot. Emellett a világválság hatására megerősödtek a szélsőségek is. 1931-ben Böszörmény Zoltán újságíró megalapította a Nemzeti Szocialista Magyar Munkáspártot, tagjait röviden kaszáskereszteseknek nevezték. 1932-ben Meskó Zoltán (korábban egységes párti politikus) pedig megalapította a Magyar Nemzeti Szocialista Földműves- és Munkáspártot. Politikai súlyuk azonban ekkor jelentéktelen volt.
A válságból Gömbös Gyula dinamizmusa és 95 pontból álló Nemzeti Munkaterve tűnt kiútnak, így Horthy régi harcostársát, a diktatórikus ambíciókat dédelgető, feltétlenül olaszbarát politikust tette meg miniszterelnöknek (1932–1936).
Gömbös fajvédő múltja miatt a zsidósághoz kapcsolódó nézeteinek nyilvános felülvizsgálatára kényszerült. A pénzügy tekintetében az is megkönnyítette a dolgát, hogy 1932 nyarán a Lausanne-ban megtartott konferencián Magyarország jóvátételi kötelezettségeit eltörölték. Gömbös a kapcsolatok erősítésére törekedett Németországgal és Olaszországgal, valamint 1934-ben felvette a kapcsolatot a Szovjetunióval. A német és az olasz kapcsolatok gazdasági sikert hoztak, azonban a Szovjetunió esetében nem sikerült kihasználnia a kapcsolatban rejlő lehetőségeket az ideológiai különbségek miatt. A gazdaságot fasiszta mintára korporatív (hivatásrendi) rendszerbe akarta kényszeríteni. Emellett igyekezett a kormánypárt Bethlen vezette mérsékeltebb köreit kiszorítani az országgyűlésből, amit jelzett Imrédy Béla és Kállay Miklós miniszterek eltávolítása is. Gömbös maga mögött tudta a legnagyobb ifjúsági szövetségként jelentős véleményformáló erővel bíró Turul Szövetséget is. A Turult alapító egyetemista bajtársi szövetségek IV. Károly visszatérési kísérletekor még Horthy mellett harcoltak, ekkor azonban már fajvédő alapon bírálták Horthy politikáját. Gömbös 1935-ben elérte, hogy a kormányzó feloszlassa a parlamentet, majd a csalásokban és terrorban (endrődi sortűz) bővelkedő választásokon igyekezett visszaszorítani az FKgP-t, így a mandátumok 70%-át pártja szerezte meg az újjáalakuló parlamentben. Hatalmi ambícióit és egyéb törekvéseit mind a munkásságot képviselő szociáldemokrata, mind a kisiparosok és az állami alkalmazottak egy részét képviselő keresztényszociális szakszervezetek is elutasították. Bethlen és köre kibuktatásával azonban Gömbös kivívta Horthy ellenszenvét is, a miniszterelnököt csak azért nem mondatta le a kormányzó, mert az halálos beteg volt, és 1936-ban el is hunyt.
Darányi Kálmán kormányának (1936–1938) már nemcsak a nácik, hanem a magyarországi támogatóik, a különféle nyilaskeresztes és nemzetiszocialista mozgalmak fenyegetésével is meg kellett birkóznia. 1938-ban hirdette meg a miniszterelnök a hadseregfejlesztésre irányuló győri programot, amely egymilliárd pengőt áldozott a trianoni békeszerződésben kikötötteknek megfelelően kis létszámú magyar hadsereg fejlesztésére. A tervet 1940-re vitték véghez, ám a Magyar Királyi Honvédség továbbra is viszonylag alacsony szinten állt, és kis erőt képviselt.
Imrédy Béla, a Darányit követő miniszterelnök (1938–1939) – bár a létező mozgalmaktól és pártoktól külön úton – a szélsőjobb irányába sodródott (a „csodás forradalom” megvalósítása az általa alapított Magyar Élet Mozgalomra várt volna). Az eseményeket nyugtalanul figyelő Teleki–Bethlen–Horthy-csoport végül 1939-ben leváltotta a német érdekeknek megfelelően politizáló miniszterelnököt. Magyarázatként azt hozták fel, hogy egyik dédszülője zsidó származású. A sors fintora, hogy épp Imrédy alatt fogadták el az első zsidótörvényt, amely vallási alapon maximálta az egyes értelmiségi pályákon a zsidók létszámát, illetve ekkor terjesztették be a másodikat, ami már nemzetiségi alapon szigorította az előző intézkedést.

### Külpolitika

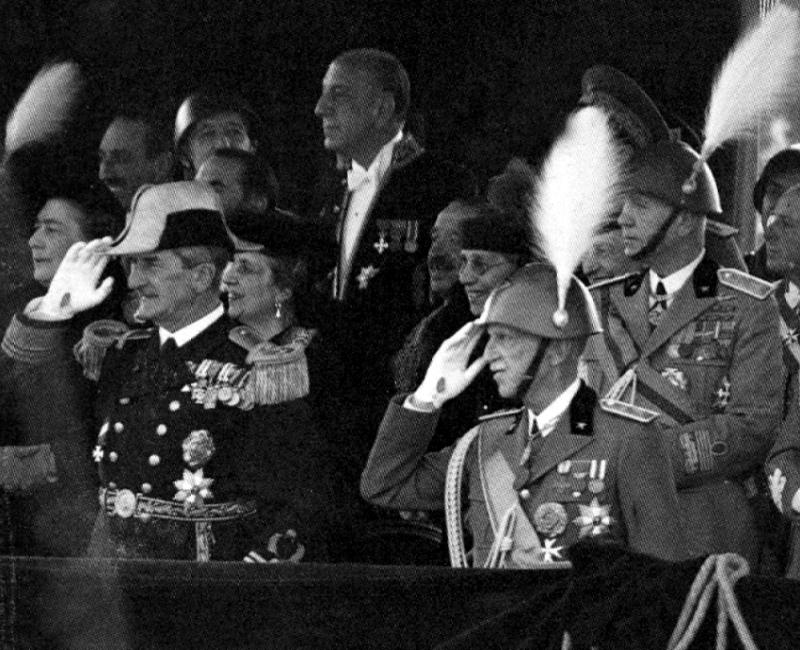
Horthy III. Viktor Emánuel olasz királlyal egy 1936. november 25-én rendezett katonai parádén

Horthy – és általában a magyarországi pártok – fő külpolitikai törekvése a diktátumnak tekintett trianoni békeszerződés revíziója volt. Módszere azonban csak óvatoskodó és tapintatos lehetett a környező államok ellenséges gyűrűje miatt. Jellemző, hogy még 1927. október 19-én is Bethlen István kijelentette, hogy az időt nem tartja alkalmasnak arra, hogy a békerevízió kérdését a Nemzetek Szövetsége előtt felvesse. 1929-ben a Lord Rothermere által generált euforikus hangulatban Bethlen István ezt mondta: a kormány csak megfelelő nemzetközi helyzetben hajlandó revíziós követelések felvetésére. Sőt ez volt az első eset, amikor kormánytag hivatalosan egyáltalán megemlítette a revízió igényét, de még itt is csak az általánosságok szintjén.
Az ügy támogatására szövetségesekre volt szükség. A környező kisantant-államok természetesen mindvégig ellenségesen viszonyultak Magyarországhoz, és mivel elsősorban Franciaország és Nagy-Britannia felé orientálódtak, a meggyőződéses antikommunista Horthyék számára a Szovjetunió pedig nem jöhetett szóba partnerként, mindössze Olaszország és (a későbbiekben) Németország maradt meg potenciálisan támogató szándékú nagyhatalomnak. Benito Mussolini ugyanis a Duna-medencében akart olasz befolyási övezetet kialakítani, elsősorban Ausztriában és Magyarországon. A Bethlen-kormány 1927-ben kötötte meg a magyar–olasz örökbarátsági szerződést, 1928-ban pedig a lengyelekkel történt meg ugyanez, akik biztosították Magyarországot a revízió támogatásáról. Franciaország és Anglia hivatalos politikája a békerevízió teljes elutasítása volt, de mindkét országban voltak annak hívei is az aláírás pillanatától kezdve.
A húszas években a németek igyekeztek együttműködni a franciákkal, csak a nagy gazdasági világválság hatására 1933-ban hatalomra kerülő nemzetiszocialisták foglaltak állást a versailles-i békék ellen. A Gömbös-kormány alakított ki először jó kapcsolatot Berlinnel: 1934-ben a német piac megnyílt a magyar termékek előtt. Adolf Hitler kijelentette, hogy csak a Csehszlovákiával szembeni revíziós igényeket hajlandó támogatni, ez pedig nem volt elegendő a politikai elit számára – így továbbra is jelentős maradt az olasz kötődés, sőt gazdasági érdekek miatt a Szovjetunióval is felvették a kapcsolatot.

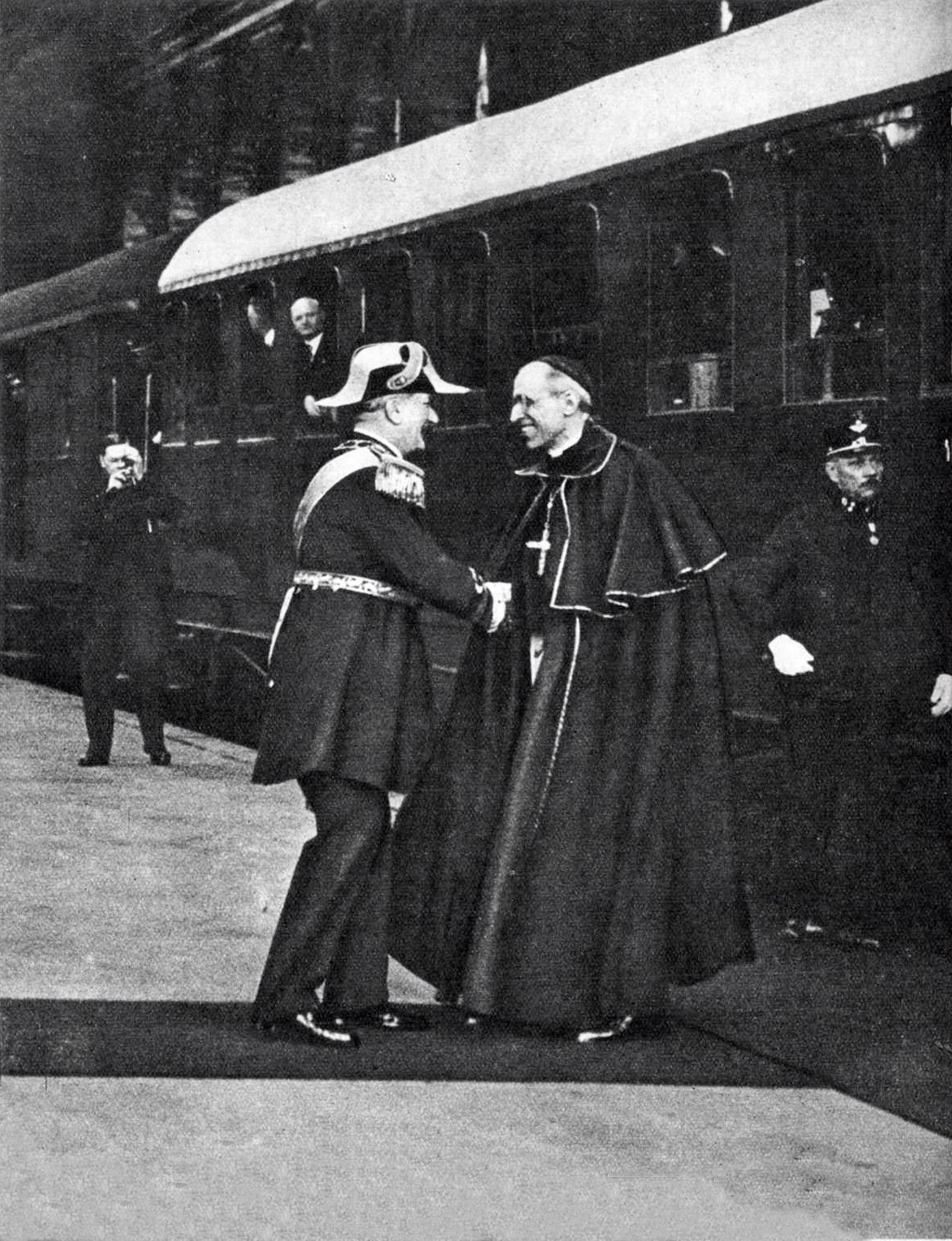
Horthy Miklós Eugenio Pacelli biborossal, a későbbi XII. Piusz pápával

Mivel a nemzetközi események bebizonyították, hogy Olaszország a hitleri Németország segítségére szorul, egyértelművé vált, hogy Gömbös tevékenysége a Harmadik Birodalom érdekszférájába sodorta Magyarországot. Gömbös halála után a kormányzó utasította Darányi kormányát, hogy igyekezzen elhatárolódni a németektől, így az a brit és olasz kapcsolatot ápolgatta.

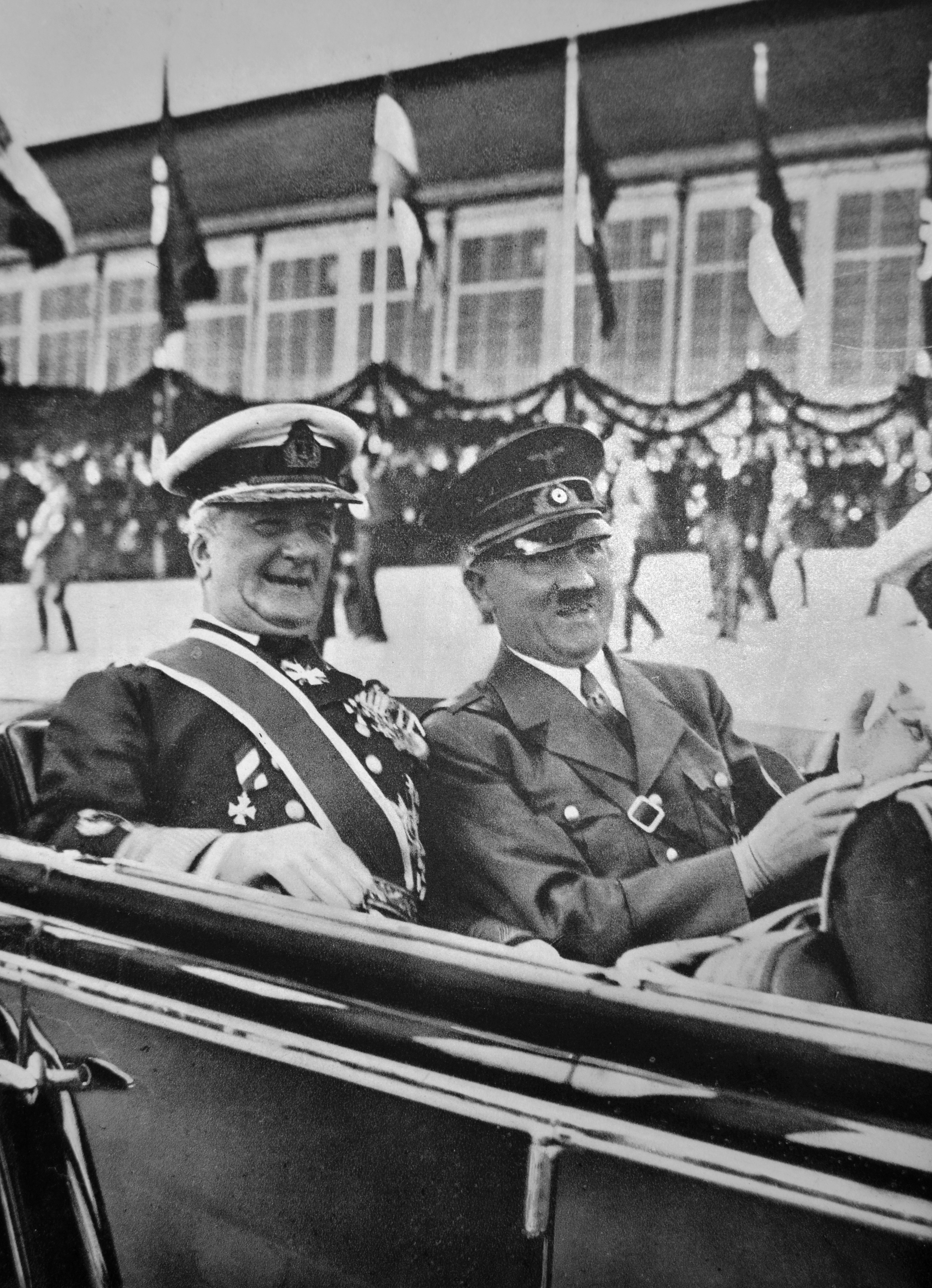
Horthy Miklós Adolf Hitlerrel 1938-ban

1938 augusztusában Adolf Hitler hivatalos látogatásra hívta Horthyt és Imrédyt. A tárgyalások során Hitler közölte velük, hogy küszöbön áll a Csehszlovákia elleni támadás. Azt várta a magyar féltől, hogy játssza el az agresszor szerepét, aminek fejében Szlovákia teljes területét felajánlotta Magyarország részére. Ezt Horthyék egyhangúlag elutasították. Az ott tartózkodó Kánya Kálmán szerint Horthy figyelmeztette Hitlert, hogy újabb világháborút fog kirobbantani, amit el fog veszíteni, mivel nem rendelkezik tengeri hatalommal. Hitler ezt követően kiabálni kezdett vele. Horthy figyelmeztette, hogy távozni fog, mivel ez a hangnem megengedhetetlen egy önálló, ezeréves állam képviselőjével szemben. Hitler nyugodt, tiszteletteljes hangnemre váltott, azonban ettől kezdve gyűlölettel viseltetett Horthy irányában.
Horthy végül azért mondatta le Darányit, mert az tárgyalni kezdett a nyilaskeresztesekkel és parlamenti képviseletet ígért nekik (a cél az volt, hogy ezzel megszelídítsék őket, ám nem értek el eredményt). Imrédy Béla miniszterelnöksége alatt végül az időközben szövetkezett német és olasz politika támogatójává vált, főleg miután az első bécsi döntés értelmében részleges revízióra került sor a Felvidéken. (A revíziós tárgyalások a müncheni egyezmény értelmében kezdődtek Magyarország és Csehszlovákia között, de eredménytelenül végződtek, és miután a négyhatalmi döntőbíróságból az angolok és a franciák kihátráltak, a revíziót német és olasz egyetértéssel döntötték el.) Az itthon is hatalmi pozíciót kereső Imrédyt Teleki Pál váltotta a miniszterelnöki poszton. Az ő idején szállta meg a Wehrmacht a cseh és morva területeket, Szlovákia függetlenedett, a magyar haderő pedig – kihasználva az alkalmat – megszállta az inkább stratégiai, mint etnikai szempontból fontos Kárpátalját.

## A második világháború

### A világháború kitörése és a külpolitikai helyzet magyar szemszögből
Bár Horthy Miklós az 1920-as és 30-as években visszahúzódott a napi politikától, szerepe a terület-visszacsatolások kapcsán ismét megnőtt a magyar hadsereg főparancsnokaként.[forrás?] Teleki Pál miniszterelnök kormányzata igyekezett elszigetelődni a német befolyástól: a második világháború kitörésekor megtagadta, hogy a Wehrmacht csapatai Lengyelország felé menet áthaladjanak Magyarországon. Emellett nagyszámú lengyel menekültet engedtek át Jugoszlávia felé. Egy részük azonban Magyarországon maradt, ahol anyanyelvükön oktatási lehetőséget biztosítottak számukra. Horthy egyetértésével Teleki a fegyveres semlegesség jegyében kívánt politizálni, hogy a magyar haderő megmaradjon a háború utáni rendezés idejére. A britekkel szemben is semlegességi kötelezettséget vállalt, illetve a német megszállás esetére ellenállást. Ennek nagyon reális esélyeit mutatja, hogy 1940 folyamán pénzt helyeztek el az amerikai magyar nagykövetségen, hogy esetleg emigráns kormányt alakíthassanak. Teleki belátta, hogy sem a Jozef Tiso vezette Szlovákia, sem a Ion Antonescu által irányított Románia nem számít kiútnak az Anschluss miatt egyre szorultabbá váló helyzetből, így örökbarátsági szerződést kötött Jugoszláviával, ahol érezhető volt a németellenes tendencia fölénye. 1940-ben a Szovjetunió szövetséget keresett Magyarországgal Románia ellenében, amely során Erdélyt ajánlották fel a magyar félnek. Erre azonban végül a kompromittálódástól való félelem miatt nem került sor. Még ebben az évben Erdélyt illetően a németek javára billent át a mérleg: a második bécsi döntés részleges revíziót biztosított Magyarország részére.

### A jugoszláviai helyzet és annak körülményei magyar szemszögből
1941-ben Teleki politikája végleg csődöt mondott: tavasszal német támadás kezdődött Jugoszlávia ellen, Horthy pedig beleegyezett, hogy átengedje a Wehrmacht seregeit Magyarország területén. Mivel azonban az örökbarátsági szerződés még érvényben volt, a britekkel pedig már az átengedés megrontotta a kapcsolatot, a kormányzat csak azután indított támadást dél felé, hogy a jugoszláv állam hivatalosan megszűnt. Teleki ezt már nem érte meg: búcsúlevelet maga után hagyva öngyilkos lett április 3-án. A magyar csapatok április 11-én lépték át a déli országhatárt, majd Magyarország megszerezte Bácskát, a Muraközt és a Dráva-háromszöget. A késlekedés miatt Hitler nem járult hozzá további területek visszacsatolásához. A magyar honvédség a függelemsértő, németbarát tisztek parancsára (a német hadvezetés utasítása szerint) elkövette az újvidéki mészárlást (az ún. Hideg Napok alatt). Az áldozatok száma 3800 körül volt. A magyar kormány elrendelte a bűnösök megbüntetését, amely során négy tisztet halálra ítéltek. Azonban a németek a kivégzés előtt Németországba menekítették őket, ahol az SS-ben kaptak szolgálati beosztást. Főleg ennek megtorlásaként került sor 1944–45 telén a délvidéki népirtásra, amely a kollektív bűnösség elve szerint, etnikai alapú népirtás volt elsősorban magyar és német nemzetiségűekkel szemben, de horvátokat is értek atrocitások.

### A magyar hadba lépés és annak körülményei
A villámgyors német sikerek hatására a magyar vezetés – Horthyt is beleértve – feladta korábbi aggályainak egy részét. A német megrendelések felvirágoztatták a magyar gazdaságot, megszűnt a munkanélküliség, így a szélsőségek támogatottsága is visszaesett ebben az időben. A kormány az Egyesült Államokba kihelyezett összeget is visszavonta. Teleki utódja Bárdossy László lett a miniszterelnöki székben (1941–1942). Miniszterelnöksége idején, 1941. június 22-én indult meg a Barbarossa terv megvalósítása: a németek és szövetségeseik (Románia, Szlovákia, Finnország, Olaszország és a megszállt államokban toborzott légiók) támadása a Szovjetunió ellen. Június 26-án ismeretlen felségjelű repülőgépek bombázták Kassát, illetve megtámadtak egy vonatot Rahónál, – a körülmények arra utaltak, hogy a támadást szovjetek követték el, – ezért Horthy és Bárdossy kinyilvánította, hogy a beállt fegyveres konfliktus miatt hadban állónak tekinti magát a Szovjetunióval. A döntés meghozatalakor nagy súllyal esett a latba, hogy a feltételezett német győzelem esetén a magyar állam rendkívül hátrányos helyzetbe került volna szomszédaival szemben. Kevesek előtt ismeretes, hogy a szlovák kormány 1941. június 13-án biztosította Hitlert Szlovákia fegyveres részvételéről egy a Szovjetunió ellen indított háborúban. Ennek viszonzásaként a Magyarország elleni területi követeléseinek teljesítését kérte cserébe. A háborúban már részt vevő Romániának szintén területi követelései voltak a magyar állammal szemben. A szlovákiai közállapotokat a Hlinka-gárda magyarok elleni szélsőséges magatartása jellemezte, amely során a szlovákiai magyarok elpusztítását követelték. Egyesek közülük már a trianoni Magyarország északi területeire is igényt tartottak. Ilyen plakátokat ragasztottak ki az utcákra: „Váctól-Miskolcig-Poprádig minden a mienk! Ázsia a tietek, ez a föld a mienk!…”
Magyar hadbalépéssel Hitler nem számolt, azonban vele szemben a német katonai vezetés szükségesnek ítélte azt. Ennek oka az volt, hogy a Magyarországgal szomszédos Szovjetunió esetleges támadása esetén (Kárpátalja ellen) a gyenge magyar erők veszélyeztették volna a Lemberg térségében harcoló német erők oldalát és hátát is. Emellett a gyors sikerekben bízó magyar katonai vezetés is nyomást gyakorolt a kormányra a hadbalépés érdekében. Molotov külügyi népbiztos június 23-án biztosította a moszkvai magyar követet a Szovjetunió békés szándékáról és a magyar revíziós törekvések támogatásáról. Horthy az emlékirataiban azt állítja, hogy Bárdossy ezeket (Werth Henrik vezérkari főnök véleményének hitelt adva) elhallgatta mind a kormányzó, mind a parlament előtt.
Bárdossy viszont népbíróságí perében azt állította, hogy a szovjet ajánlatról tájékoztatta a minisztereket és a kormányzót is.
Magyarország hadbalépése a környező országoknak is érdeke volt, mivel a háborúban való részvétel magyar haderőt kötött le, amely biztosítékként szolgált arra, hogy a magyar kormány addig sem tervezhet irredenta jellegű kárpát-medencei konfliktust. E körülmény miatt kérdéses a mai napig is, hogy a felségjel nélkül Kassát bombázó repülők hová tartoztak: eltévedt szovjet gépek voltak-e (a Szovjetuniónak nyilván nem volt érdeke Magyarország hadba lépése), vagy szlovák, esetleg román provokáció volt-e. Bármelyik volt is, Werth Henrik és Bárdossy László ezt használták fel casus bellinek.
Eleinte csak csekély létszámú haderő ment keletre: a kárpátaljai gyorshadtestet rövid frontszolgálat után megszálló feladatokra rendelték vissza Ukrajnába. 1941 végén Moszkvánál megtört a német támadás ereje, mire a magyar vezetés azonnal visszakozni kezdett. Bárdossy László német nyomásra, a kormányzó és a parlament jóváhagyása nélkül, december 12-én hadat üzent az Egyesült Államoknak. Az 1942 elején egy egész hadsereg (Magyar 2. hadsereg) Szovjetunió ellen indításába beleegyező és a már nemzetiségi alapon hozott III. zsidótörvényt elfogadtató Bárdossyt leváltották. Helyére Kállay Miklós került (1942–1944), aki nem vonhatta vissza a németeknek tett felajánlásokat (sem a katonai, sem a gazdasági jellegűeket): továbbra is folytak a külföldi szállítások (ekkor már jobbára hitelre), áprilisban pedig 200 000 katona és 50 000 munkaszolgálatos ment a doni frontra, ahol 1943 elején katasztrofális vereséget szenvedtek.
Mind Horthy Miklóst, mind a magyar politikát súlyos veszteség érte, amikor a frontszolgálatát teljesítő Horthy István kormányzóhelyettes 1942. augusztus 20-án repülőbalesetben elhunyt. A baleset körülményei ma sem tisztázottak: Horthy István náciellenes nézetei és angolbarátsága közismert volt; egyes vélemények szerint a balesetet is németek idézhették elő, viszont az általa is repült MÁVAG Héja típus tervezési hibája, a repülőgépek rossz fordulékonysága is gyakran okozott balesetet.

### Tárgyalások a háborúból kilépés érdekében
Horthy parancsára Kállay titkos tárgyalásokat szervezett a britekkel Isztambulban. A tárgyalásokkal Szent-Györgyi Albertet bízták meg, aki 1943. február 7-én érkezett meg Törökországba. A németek jóval professzionálisabb hírszerzése előtt jól ismert volt a tárgyalások ténye, azonban jelentős szerepe volt ebben Edvard Benešnek is, aki a londoni rádióban nyíltan beszélt a magyar béketapogatózási kísérletről. Hitler követelte is a többször Klessheimbe látogató Horthytól, hogy váltsa le miniszterelnökét és szigorítson a zsidókkal szemben alkalmazott bánásmódon. A kormányzó azonban kiállt Kállay mellett. A zsidóságot érintve antiszemitizmusát bizonygatva próbálta kikerülni Hitler kérését a deportálásukra vonatkozóan. Mivel Hitler hajthatatlan maradt ebben a kérdésben, így Horthy saját meggyőződésének megfelelően kénytelen volt kérését megtagadni.
1943-ra bizonyossá vált, hogy a háború elveszett a németek számára. Nyáron, amikor Olaszország kiugrott, felcsillant a remény, hogy az angolszász csapatok előbb érik el hazánkat, mint a Vörös Hadsereg – azonban az új olasz kormány és a szövetséges hadvezetés késlekedése révén Olaszország északi fele hadszíntérré vált, amit a német erők 1945-ig védelmeztek. A britek még a balkáni partraszállás esélyét is felcsillantották a magyar tárgyalófelek előtt, de Sztálin ellenállása miatt ez nem valósult meg. 1944. február 12-én Horthy a Hitlerhez írt levelében követelte a magyar honvédség hazaengedését a keleti frontról.

### A zsidóság helyzete és a német megszállás
1939 és 1941 között több tízezer menekült érkezett Magyarországra Németországból és a németek által elfoglalt csehszlovák, osztrák, lengyel területekről. Nagy részüknek menedéket nyújtott az ország, nem így jártak el azonban a menekülő zsidókkal. 1941 nyarán a magyar hatóságok 16-18 000 „hontalan”, „rendezetlen állampolgárságú” zsidó származású személyt a Németország által megszállt Galíciába toloncoltak ki embertelen körülmények között (marhavagonokban, szinte mindenféle ellátás nélkül szállítva őket). Az állítólagos cél a „hontalanoknak” a részben magyar csapatok által megszállt Ukrajnába való áttelepítése lett volna. A kitoloncoltak nagy részét azonban 1941. augusztus végén a Kamenyec-Podolszkij mellett állomásozó SS-alakulatok és ukrán milicisták lemészárolták. 2-3 ezer főnek sikerült csak visszamenekülnie Magyarországra. A német hatóságok ellenzésének és a magyar közvélemény nyomásának hatására a további kitoloncolásokat augusztus 8-án, a mészárlás megkezdése előtt három héttel leállították. Ez volt a holokauszt első olyan tömeggyilkossága, amelyben az áldozatok száma öt számjegyű volt.
Az átállást tervezgető Magyarországot 1944. március 19-én német csapatok szállták meg. (Előtte Horthyt tárgyalni hívták Klessheimbe, ahol elzárták a külvilágtól, megelőzendő, hogy esetleg ellenállásra utasítson). Kállay Miklós miniszterelnök március 19-én, a már megszállt országba visszatért kormányzót arra kérte, hogy ne mondjon le. Ez egyes vélemények szerint a németeket kiszolgáló nyilaskeresztesek azonnali hatalomátvételével fenyegetett volna, a zsidóság és az ország katasztrófáját még tovább gyorsította volna. Ugyanakkor a megszállást követően a németek nem Szálasit, hanem Imrédyt akarták miniszterelnöknek. A nyomásnak ellenállva nevezte ki Horthy Sztójayt. Az eredményes katonai ellenállásra reális esély nem nyílt, a szakértők szerint hősies, de tragikus esemény lett volna. Erre az eshetőségre a németek, saját egységeik mellett készenlétbe állították a román, szlovák és kisebb horvát csapatokat is. Ez a haderő nemcsak számszerűleg, hanem a felszerelés minőségében is felülmúlta a magyar csapatokat. Kállayt leváltották, utóda Sztójay Döme lett, aki hűségesen kiszolgálta a megszállókat. Horthy megmaradt kormányzónak, de az irányítás részben az ország élére kinevezett Edmund Veesenmayer birodalmi biztos kezében volt. Új hadakat menesztettek a rohamosan közeledő keleti frontra.
A magyar hatóságok az első deportálásokat 1941-ben hajtották végre. A kamenyec-podolszkiji mészárlást követően 1944-ig további deportálásokra nem került sor. A zsidónak minősített emberek jogfosztása és munkaszolgálatra hurcolása azonban folyamatosan zajlott. Az NSDAP lapja, a Völkischer Beobachter gyakran fogalmazott meg gúnyos kritikát Magyarországgal szemben, kevesellve az országban a zsidókkal szemben bevezetett korlátozásokat. Jugoszláviában és Szlovákiában a deportálások 1942-ben kezdődtek. Romániából Ion Antonescu marsall 1942 közepétől megtagadta a zsidók deportálását, a román hadsereg és a Vasgárda brutális kegyetlenséggel maga kezdett neki a népirtásnak. Emiatt kb. 70 000 zsidó menekült a szomszédos országokból Magyarországra. A német megszállást követően azonban itt is megkezdődött a zsidók gettókba gyűjtése, kötelezték őket a sárga csillag viselésére, végül pedig áprilisban a magyar adminisztráció készséges segítségével megkezdődtek a deportálások. 1944 júliusáig 445 ezer polgárt deportáltak, közülük 437 402 személyt Auschwitz-Birkenauba. A kormány semmilyen dokumentációt nem kért róluk. Itt megemlítendő, hogy 1944. április 10-én Rudolf Vrba és Alfréd Wetzler, két zsidó származású személy megszökött az auschwitzi koncentrációs táborból. Zsolnába eljutva felvették a kapcsolatot a helyi cionista körökkel. A pozsonyi cionista központ munkatársa április 25-én és 26-án meghallgatta őket. Ez alapján elkészült az úgynevezett Auschwitz-jegyzőkönyv, amely tájékoztatást nyújtott a táborban történtekről. Ezt eljuttatták az isztambuli, genfi, londoni és budapesti cionista körökhöz és a magyarországi zsidótanácshoz is. Az egy hónappal később deportáltak viszont nem is sejtették, hogy mi vár rájuk. Vrba és Wetzler következtetése szerint így az általuk készített jegyzőkönyvet a fenti szervezetek elhallgatták. Fentieket megerősítette a budapesti születésű Ernest Stein cionista ellenálló is. Elmondása szerint Kasztner Rudolf cionista vezető Adolf Eichmannal 1,5 millió dolláros egyezséget kötött 1685 zsidó származású személy kiváltása érdekében (köztük voltak családtagjai, barátai, írók, művészek, rabbik, cionista vezetők). Az általa szervezett „Kasztner-vonat” 1944. június 30-án hagyta el Budapestet és utasai bergen-belseni kitérővel épségben megérkeztek Svájcba. Stein állítása szerint Kasztner a fenti egyezségre való tekintettel nem volt hajlandó továbbítani a jegyzőkönyvet. Egyes források szerint a zsidótanács szintén elhallgatta a birtokában lévő információkat és csak június közepe után juttatták el a jegyzőkönyvet a kormánynak, az egyházi vezetőknek és Horthynak is. Más források szerint azonban május közepére már Horthyhoz és a történelmi egyházak vezetőihez is eljutott a jegyzőkönyv magyar fordítása. Ugyanakkor a zsidók kiirtásának tényéről a magyar vezetés nem az Auschwitz-jegyzőkönyvekből értesült, hanem legkésőbb 1942-ben tudtak az eseményekről. 1942 októberében már kormányközeli újságírók körében is ismertek voltak az események. 1942. október 7-én a belügyminisztériumba érkezett jelentés egyértelműen beszámol a lengyel zsidók kiirtásáról. Horthy 1943. május 7-i dátummal Hitlernek küldött levele nyersfogalmazványában szerepel a következő mondat: „Excellenciád további szemrehányása volt, hogy a kormány a zsidók kiirtásának keresztülvitelében nem járt el ugyanolyan mélyrehatóan, mint az Németországban történt, és ahogyan az a többi országban is kívánatosnak látszik."
A normandiai partraszállás, az erősödő külföldi nyomás, valamint – egyes vélemények szerint – az Auschwitz-jegyzőkönyv hatására Horthy június végén le akarta váltani a deportálásokat szervező Baky László és Endre László belügyi államtitkárokat és a koronatanácson június 26-án javasolta a transzportok leállítását. Ezek azonban folytatódtak, amíg a kormányzó parancsára a hozzá lojális katonai erők – Koszorús Ferenc vezérkari ezredes vezetésével  – 1944. július 6-án meg nem akadályozták Baky úgynevezett „csendőrpuccs”-át; Horthy ekkor tiltotta meg a budapesti zsidóság deportálását. A kormányzó és a magyar katonák akciója volt az egyetlen eset a Hitler által megszállt Európában, ahol egy Németországgal szövetséges ország reguláris hadseregét arra használták fel, hogy megmentsék a zsidókat.
1944. július 18-án Horthy kezdeményezésére a magyar kormány ajánlatot tett a még nem deportált zsidó származású magyarok (különösen a gyermekek) külföldre történő evakuálása érdekében (főként Palesztinába és Svédországba), valamint a nemzetközi segélyszervezeteket a koncentrációs táborokba irányuló segélyszállítmányok küldésére ösztönözte Svájc budapesti külképviseleténél. A kezdeményezés, amelyhez meglepő módon a németek is hozzájárultak, elbukott, mivel az Egyesült Államok és az Egyesült Királyság politikai okokból sokáig késlekedett a döntéssel és így a hadi helyzet változása miatt végül nem kerülhetett sor az akcióra. A Jad Vasem szerint azonban a kudarc ellenére a Horthy-ajánlat jelentős hatással volt a magyarországi zsidómentő tevékenységre.

### A kiugrási kísérlet és annak körülményei

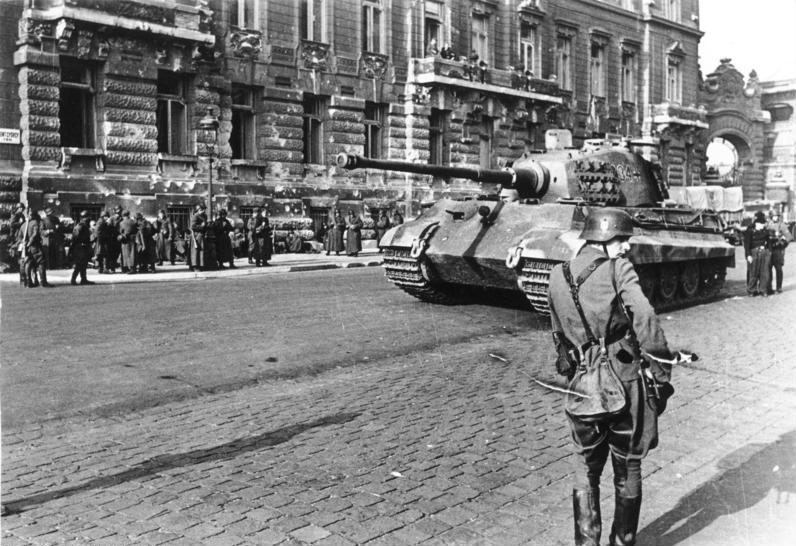
Német Királytigris páncélos a Budai Várban, a Szent György téren, a Margarethe hadművelet keretében, 1944 októberében. (A háttérben József főherceg palotája.)

A kormányzó a román kiugrás keltette káoszban augusztus 29-én lemondatta Sztójayt (helyére Lakatos Géza került). E lépéseknek köszönhetően átmenetileg megmenekült a Budapesten összezsúfolódott közel negyedmillió zsidó állampolgár. Immár nyilvánvalóvá vált, hogy Horthy a Szovjetunióval lesz kénytelen tárgyalni. Faragho Gábor tábornok előzetes fegyverszüneti bizottsága Moszkvába ment, ahol október 8-án elfogadta a feltételeket (hadüzenet Németországnak, visszavonulás az 1937-es határok mögé), október 15-én pedig megkezdődött a kiugrási kísérlet, a kormányzói hadparancs beolvasásával kezdődött, de a nyilaskeresztes és németbarát tisztek ellenállásán az egész akció elbukott. Ennek kudarcában jelentős szerepet játszott az, hogy a nyilaskeresztes puccskísérletről szerzett információk alapján annak időpontját az eredetileg tervezett október 20-áról 15-re helyezték át. Idő hiányában így a szükséges előkészítést végrehajtani nem lehetett.
A Gestapo 1944. október 15-én elrabolta Horthy fiát, ifjabb Horthy Miklóst és a mauthauseni majd a dachaui koncentrációs táborba szállították. A kormányzó pedig október 16-án kénytelen volt visszavonni parancsait és lemondani; a hatalmat Szálasi Ferencnek, a nyilaskeresztesek vezetőjének adta át. Másnap Horthyt családjával együtt a németországi Weilheimbe internálták. Szálasi Ferenc hatalomátvétele után Horthyt gyalázó propaganda plakátok jelentek meg az utcákon: „Horthy Miklós, Magyarország zsidóbérenc, hazaáruló volt kormányzója…”.

## A lemondatása után

### A német fogság
A kormányzói családot a meghiúsult kiugrási kísérlet után a németek foglyul ejtették, és a bajorországi Weilheim közelében található Hirschberg-kastélyba internálták. A szögesdróttal körbezárt kastélyt egy SS-század őrizte, a kormányzói párt sétáikon kutyás őrök kísérték. A külvilággal semmi kapcsolatot nem tarthattak, még a Vöröskereszt levelét sem bocsátották rendelkezésükre. 1944 decemberétől ellátásuk egyre rosszabb lett. A kormányzó és családja gyakorlatilag éhezett. A fogságban 1945. január 3-án önként csatlakozott a kormányzói családhoz a kormányzó öccse, Horthy Jenő, aki be tudott csempészni rádiót is a kastélyba, így tudomásuk volt a külvilág eseményeiről.
1945 márciusában Heinrich Himmler kiadta a parancsot: mihelyst a szövetségesek megközelítik a kastélyt, a politikai foglyokat, így a kormányzói családot is ki kell végezni. Ezt azonban Klein SS-Oberführer ellenállása miatt nem hajtották végre: az amerikai csapatok bevonulása előtt két nappal az őrség polgári ruhába öltözve szétszéledt.

### Az amerikai fogság
Az amerikai csapatok 1945. május 1-jén érték el a Weilheim melletti Hirschberg-kastélyt, ezzel a volt kormányzó amerikai hadifogságába került. Horthy a fogságban magyarokkal is találkozott, és így híreket kapott a szovjet „felszabadításról” is. A kormányzó ebben a korábbi félelmei beigazolódását látta. Több hadifogolytáborban tartották fogva (Spa, Wiesbaden, Frankfurt) változó körülmények között. A nürnbergi per során tanúként hallgatták ki, még Sztálin is visszautasította, hogy vádlottként állítsák a törvényszék elé. Tito követelte a kiadatását Jugoszláviának az újvidéki vérengzés miatt, de ez nem történt meg. Gyakran elhangzik az a feltételezés, hogy Horthyt egyedül Sztálinnak köszönhetően nem büntették meg. Ebben azonban csupán annyi igazság van, hogy Sztálinnak sem volt oka őt háborús bűnökért felelősségre vonni. Május 8-án a kormányzó tudomást szerzett fia életben maradásáról. Júniusban levelet írt Winston Churchill miniszterelnöknek és az angol uralkodónak, amelyben Magyarország számára igazságosabb békét szeretett volna elérni, azonban leveleit a külügyi hivatalnokok nem juttatták el a címzettekhez. Kihallgatását 1945. augusztus 28-án kezdték meg. Magyar ügyekről nem esett szó, csak német tisztségviselők pereiben tanúskodott. Később, szabadulása után a megszállt Magyarország birodalmi helytartójának, Edmund Veesenmayernek a perében is megidézték.

### Az emigráció
Gondolataim az Atlanti-óceán partjáról szüntelen hazaszállnak a Duna-Tisza partjaira, édes hazámba, melyet számomra a világ legszebb országa sem pótolhat. Itt naponta látom a tengert, eredeti élethivatásom annyira kedvelt életelemét, és gyönyörködöm benne. Mély a tenger és végtelen... de mélyebb szeretetem mely szülőhazámhoz fűz, és nagyobb vágyódásom mely a magyar földre, a magyar nép körébe hazavonz!

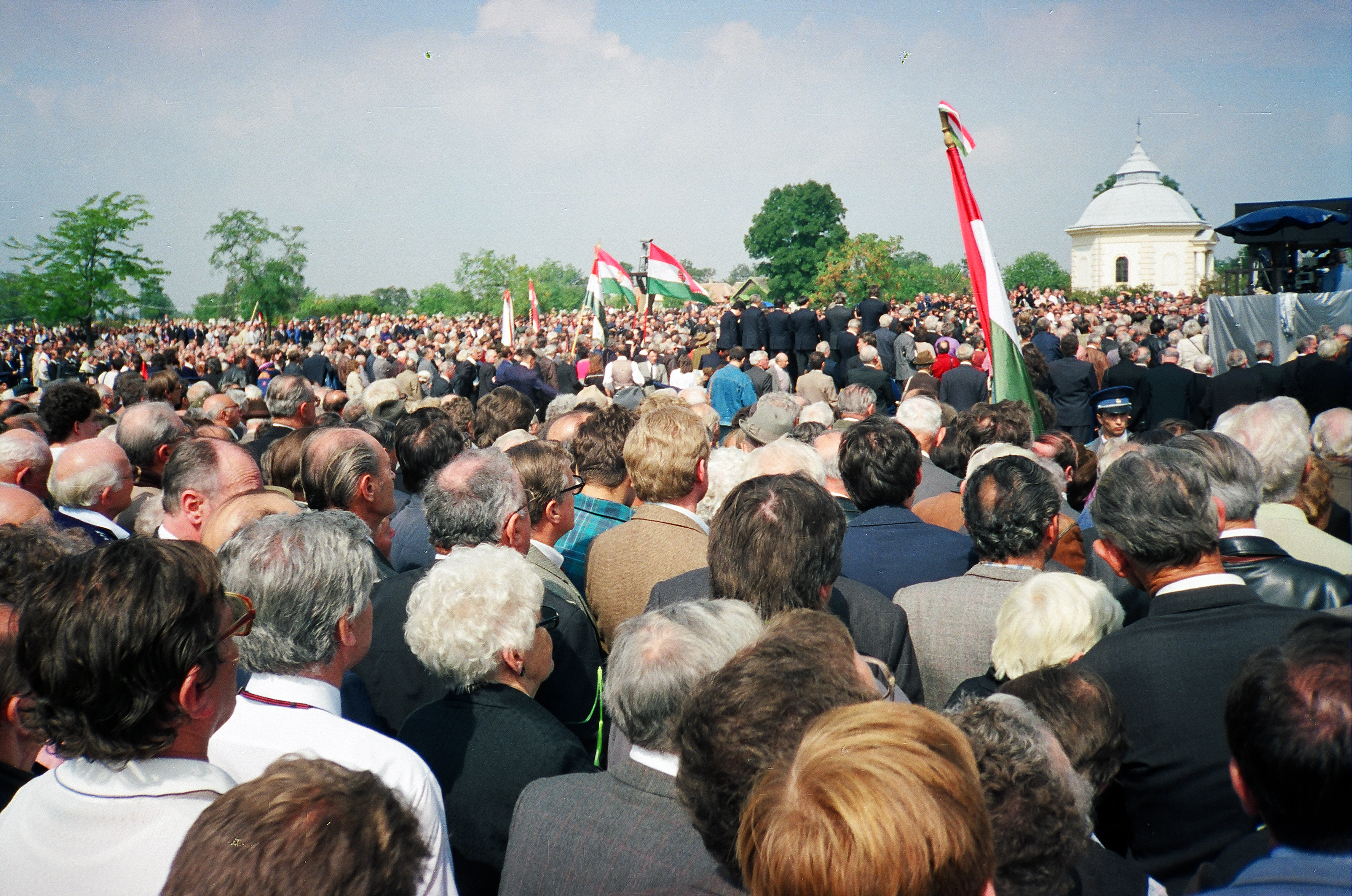
Horthy Miklós újratemetése – Kenderes, 1993. szeptember 4.

A hadifogságból szabadulás után Horthy a Weilheimben élő családjához tért vissza. Pénzadományokból éltek szűkösen – nagyobb támogatást csak a Vatikán nyújtott. Emellett az Egyesült Államok két utolsó nagykövete rendszeresen küldött csomagokat a család részére. 1948 nyarán volt magyar tábornokok részéről felkérés érkezett, hogy álljon a Magyar Harcosok Bajtársi Közössége (MHBK) élére – amely szervezet a szovjet csapatok kivonását próbálta elérni. Ezt visszautasította azzal az indokkal, hogy ígéretet tett a politikai tevékenységektől tartózkodásra – bár ilyen ígéretéről írásos feljegyzés nem készült. Horthy belátta, hogy életének aktív szakasza lezárult, és innentől kezdve ragaszkodott a magánember szerepéhez.

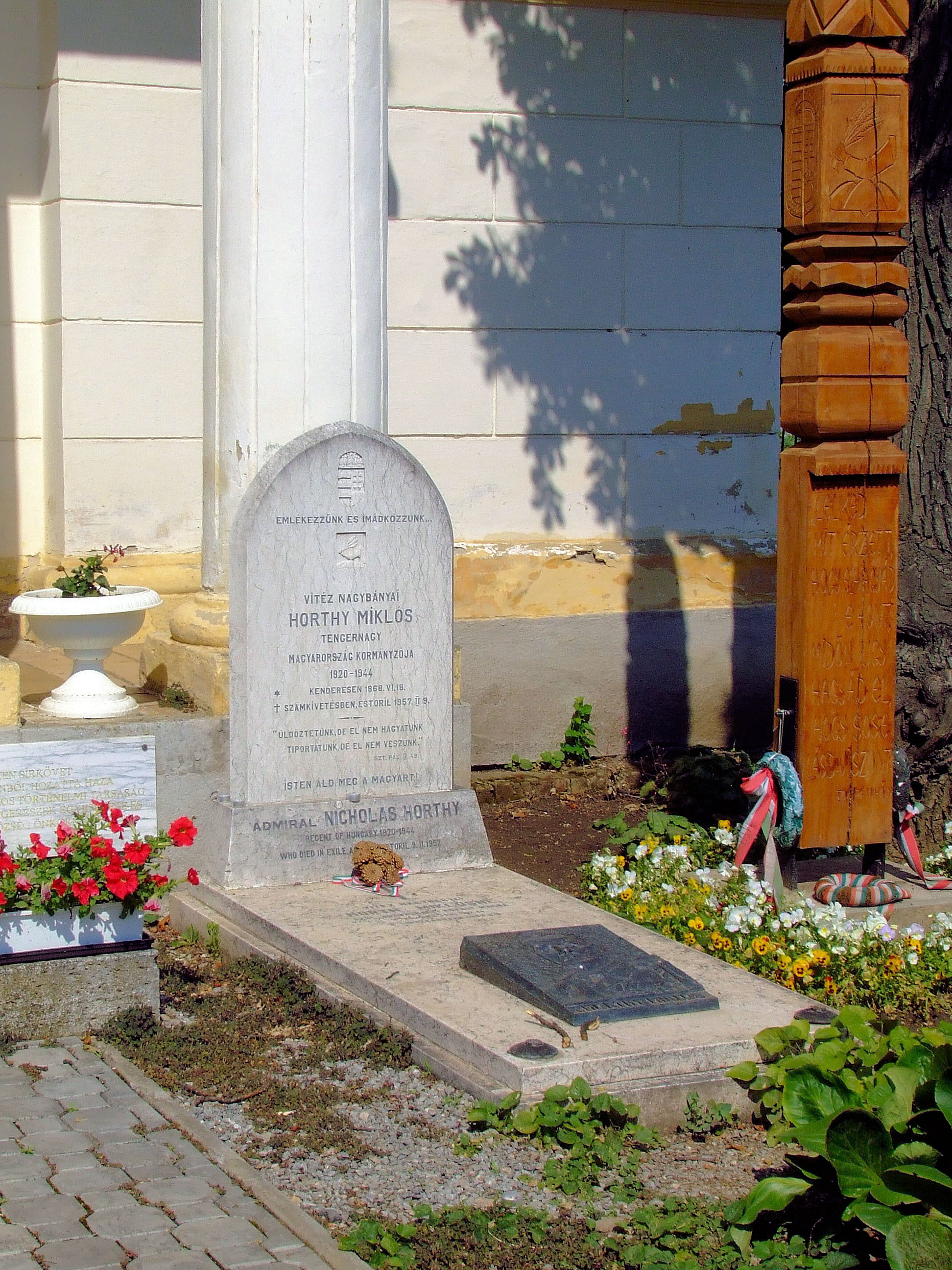
Horthy Miklós sírja Kenderesen

Négy évet élt Bajorországban, majd felesége romló egészsége miatt a salazari Portugáliába költözött, Estoril városába. John Flournoy Montgomery, az Egyesült Államok volt budapesti nagykövete 1949-ben alapítványt hozott létre a család anyagi támogatására. Ebben több zsidó származású személy részt vett, többek között ifjabb Chorin Ferenc is. Portugáliában írta meg az emlékiratait, amit 1952. augusztus 20-án fejezett be. Először Buenos Airesben adták ki magyarul 1953-ban, a magyarországi kiadásra 1990-ig kellett várni (Emlékirataim). Németül (Ein Leben für Ungarn, Athenäum, Bonn, 1953), franciául (Mémoires de l'Amiral Horthy, Hachette, Paris, 1954), finnül (Muistelmat, Otava, Helsinki, 1955) és angolul (The Admiral Horthy Memoirs, Robert Speller & Sons, New York, 1957) is kiadták visszaemlékezéseit.
Az 1956-os forradalom híre előbb fellelkesítette, ám annak későbbi kudarca nagyon megviselte a mindvégig jó egészségnek örvendő Horthyt. A forradalom leverése után apátiába zuhant, és bár az orvosok szerint szervi bajban nem szenvedett, nemsokára elhunyt (Estoril, 1957. február 9.). Végakarata szerint addig nem szállíthatták haza holttestét, amíg a szovjet csapatok ki nem vonultak Magyarországról. 1993. szeptember 4-én temették újra Kenderesen, a család és a kormány egybevágó szándéka szerint nem állami szertartás keretében.

## Megítélése

### Kormányzósága alatt
Horthy Miklós megítélése – bár már saját korában sem volt egységes – kétségkívül kedvező volt a Horthy-korszak nagy részében. A tanácsköztársasággal szembenálló erők az „országmentőt” látták benne az „országvesztőkkel” szemben. Mivel Horthy az aktuálpolitikától viszonylagos távolságot tartott, könnyedén kialakult az egész nemzetet kormányzó tengerész képe. Megítélésének alakulásában szerepe volt a revíziós sikereknek is, amely során békés úton, a politika segítségével Magyarországhoz visszacsatolták az elvesztett, magyarlakta területek döntő többségét. Emellett a jelentős gazdasági fejlődés és modernizációs törekvések is ebbe az irányban befolyásolták a közvéleményt. Bár ezek lendületét a nagy gazdasági világválság az 1930-as évek elején megtörte, azonban a Horthy-rendszernek ismét sikerült a helyzetet stabilizálnia. A jobbára a világválság hatására bekövetkező szegénység leküzdésére szociális intézkedések sorozatát hozták meg.
Több oldalról érték viszont támadások őt és a rendszerét:
- Legelőször magyar részről, az első világháborút követő forradalmak összeomlása után érték támadások. A külföldre menekült forradalmárok között sok művelt ember is volt, akik egy része publicistaként erős, sok esetben túlzó kritikát fejtett ki vele szemben. Az egykori szociáldemokrata elit is ellenérzéseket táplált vele szemben. A Magyarországon maradt szociáldemokraták azonban kiegyeztek a rendszerrel a Bethlen–Peyer-paktum során.
- A rendszer tekintélyelvűsége, lassú, majd megállíthatatlanná vált jobbratolódása miatt polgári liberálisok ellenérzésével is találkozott személye, például Jászi Oszkár és Márai Sándor,[146] azonban mindketten támadták a kommunisták erőszakos módszereit is.
- Hatalomra jutását nem tudta elviselni az elit egy legitimista (királypárti) kisebbsége sem: a katolikus felsőpapság, az arisztokraták és a nagypolgárság egy része, illetve egyes katonatiszti csoportok és a hozzájuk kötődő középrétegek felségárulónak tartották. Horthy valóban ellenállt IV. Károly visszatérési kísérleteinek, azonban ezeknek nem volt realitásuk az antant és a kisantant ellenállása miatt sem. Ezen csoport komoly társadalmi támogatottság híján a háttérbe szorult.[147]
- A legnegatívabb képet a Kommunista Párt festette róla. Főleg Horthy haditengerész múltja,[148] a fehérterror eseményei és a Horthy-rendszer antikommunizmusa képezték a támadási alapot, de gyakran hangoztatták a szociáldemokraták érveit is. A párt illegalitásban működött, tagjai folyamatos letartóztatásban álltak. Böhm Vilmos, a tanácsköztársaság hadügyi népbiztosa ugyancsak erőteljes ellenpropagandába fogott.[41]
- Az 1930-as évek második felétől egyre szaporodtak a Horthy elleni szélsőjobboldali támadások. Akár csak a kommunista pártot, a szélsőjobboldaliakat is igyekezett ellehetetleníteni a rendszer: betiltották a Nemzeti Akarat Pártját majd a Hungarista Pártot is. Lemondatása után a nyilaskeresztesek „hazaárulónak” és „zsidóbérencnek” titulálták Horthyt, amely nézetüket propagandaplakátokkal hirdették.[133] A honvédség németbarát, nyilaskeresztes kötődésű tisztjei köreiben pedig 1938-tól megjelent a „kormányzógyalázás” jelensége, amely a kormányzó családjára is kiterjedt.[149]

### Nemzetközi megítélése
Horthy megítélése – a világháborús hadbalépésig – kedvező volt a nyugati államokban. Hatalomra jutását angolbarát mentalitásának is köszönhette, emellett haditengerészeti múltja is kedvezően befolyásolta megítélését.
Hitler megítélése eleinte pozitív volt Horthy irányában, azonban a Csehszlovákia, majd a Lengyelország elleni agresszióban való részvétel megtagadása után egyre nagyobb ellenszenvet érzett a vele többször is ellenkező kormányzó iránt. Horthy pedig „brigantiknak és bohócoknak” tartotta a nácikat. Hitler külön bírálta, hogy Horthy rendszere vonakodik meghozni a zsidótörvényeket.
Az egykori kisantant propagandistái szintén támadták Horthyt, mivel a trianoni békeszerződésben Magyarországtól megszerzett területek megtartására törekedtek, amit jórészt szintén magyarellenes propagandájuknak köszönhettek. Hitler tárgyalásain gyakran kijátszotta Magyarország és a környező államok ellentéteit: az országokat egymással fenyegetve igyekezett eredményeket elérni.

### A második világháború végétől a rendszerváltásig
A második világháború utáni marxista történetírás ideológusai és szerzői is saját érdeküknek megfelelően torzították Horthy megítélését. Horthyt minősítették többek között fasisztoidnak, diktatórikusnak és népnyúzónak. „Mit is tanult ő, az átlag magyar annak idején? Megtanulta, hogy a Horthy rendszer restauráló, fasiszta, fasisztoid, félfasiszta, diktatórikus, militarista, nacionalista, önző, népnyúzó, hatalomféltő, utolsó csatlós és így tovább. És főleg: ellenforradalmi. Most ezt hallja és olvassa: konzervatív, autokrata, autoritárius, tekintélyelvű, nemzeti, öncélú, dinamikus, modernizáló, magárahagyott, becsapott stb.” A pozitív Horthy-kép megszüntetése érdekében érdemeit elvitatták, tevékenységét pedig a magyar történelem mélypontjaként mutatták be. Az 1970-es évektől a rendszerváltásig terjedő időszakban már valamivel pontosabb Horthy-képet alakítottak ki a történészek.

### A rendszerváltástól napjainkig
A rendszerváltás után a magyarországi történetírás szakított a korábbi szemlélettel és mostanra jóval objektívebb Horthy-képet tudott kialakítani. Tevékenységének főbb elemeit illetően többnyire megegyeznek a történészek nézetei, azonban számos kérdésekben még mindig nincs egyetértés közöttük. Ilyen például az antiszemitizmushoz való viszonya. A Medián Közvéleménykutató Intézet 1999-es felmérése szerint a magyar lakosság körében a megkérdezettek 9%-a tartotta Horthyt a 3 legpozitívabb magyar politikus egyikének, 41%-a pedig a 3 legrosszabb egyikének. A 2006-ban végzett felmérésük szerint a megkérdezettek 18%-a inkább pozitívnak, 48%-a inkább negatívnak tartja tevékenységét. A baloldali és a liberális szavazók megítélése sokkal rosszabb Horthy irányában, mint a jobboldaliaké. A Medián és Hankiss Elemér 2007 végén végzett felmérése során a 7. legalkalmasabb államférfinak találtatott Horthy személye a magyar történelmi alakok közül.

## Emlékezete

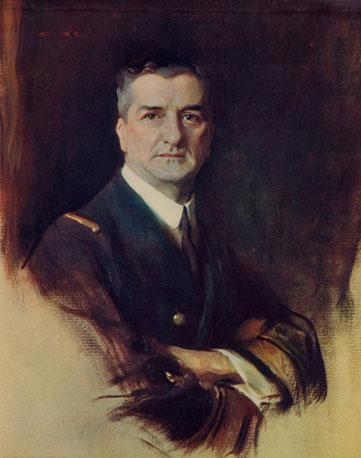
László Fülöp: Horthy Miklós

Hamvait a Magyar Tengerészek Egyesülete kezdeményezésére és a család kérése alapján hazahozták és 1993. szeptember 4-én nagy tömegek részvételével a kenderesi családi kriptában temették újra.
Első és sokáig egyetlen szobra születési és temetkezési helyén, Kenderesen, Horthy Miklós egykori kastélyának udvarán 1993-ban felavatott életnagyságú bronz mellszobor. A településen a Horthy Miklós Tengerészeti Kiállítóterem is a kormányzónak állít emléket. A város temetőjében található a Horthy Mauzóleum is. A kenderesi emlékhelyeket a Horthy Miklós Emlékére Alapítvány üzemelteti.
A Kormányzó Úr és Családja emlékének ápolására, hozzájuk vagy tevékenységükhöz köthető jeles évfordulók és események megünneplésére jött létre a Horthy Miklós Társaság.
Magyarország első köztéri Horthy-szobrát 2012. május 13-án avatták fel a Somogy megyei Kerekiben. A fából készült egész alakos szobrot az avatást követően pár nappal a zsidó származású, izraeli állampolgárságú Dániel Péter, volt budapesti ügyvéd – akit 2012-ben kizárt tagjai sorából a Budapesti Ügyvédi Kamara – vörös festékkel leöntötte, majd tettét Facebook profilján hirdette. A szobrot azóta helyreállították, és kamerával folyamatosan őrzik. A kormányzó másik emlékművét is támadás érte 2020-ban: a Budapest V. kerületi (református) Hazatérés temploma bejáratánál 2013-ban avatott mellszobrát vörös festékkel öntötte le egy nő.
A fentieken túl több szobrot is avattak Horthy Miklós kormányzó emlékezetére: 2015-ben Csókakőn, 2017-ben a Fejér megyei Kálozon és Budapesten, az Attila Nagykirály szálloda udvarán, 2018-ban a Hajdúböszörményhez tartozó Bodaszőlőn.
Kormányzóvá választásának 100. évfordulójára emlékezve a Mi Hazánk Mozgalom 2020. március 1-én lovas-fáklyás menettel emlékezett meg, a Gellért tértől a Vértanúk teréig felvonulva.
Elie Wiesel Nobel-békedíjas erdélyi születésű zsidó származású holokauszttúlélő a következőket jelentette ki „Horthy Magyarország kormányzójaként hatszázezer magyar zsidó deportálásáért volt felelős, akiket Auschwitzba szállítottak. Valami rettenetes tévedés van abban, ha valaki ezek után rehabilitálni akarja őt.” Horthy megítélésében azonban a zsidóság sem egységes, több amerikai zsidó szervezet küldött koszorút Horthy kenderesi újratemetéséhez, a bécsi Blumgrund János a következő feliratú koszorút helyezte el a síron: ,,Megemlékezésül egy hálás magyar zsidó a sok közül.” Dr. Eliezer Rabinovich, az egykori moszkvai főrabbi unokája, a holokauszt kutatása során arra a következtetésre jutott, hogy nem ért egyet a Horthyt bírálókkal. Tény, hogy kortársai Horthyt a holokausztért nem ítélték el, illetve ilyen irányú felelőssége fel sem merült. 1957. február 9-én hunyt el Estorilban száműzetésben.
Jeszenszky Géza történész a következőket nyilatkozta:
Tisza István és Horthy Miklós, Károlyi Mihály és Kádár János megítélésekor ma is indulatok csapnak össze, és hiába születik róluk akár a legalaposabb, minden elfogultságtól mentes életrajz, monográfia, nem fogja meggyőzni azokat, akiknek nagyon jó vagy nagyon rossz véleményük van ezekről a személyekről. (Jeszenszky Géza történész véleménye)
A kormányzó számára a MÁV biztosított különvonatot, amit előszeretettel használt. Ennek a „Turán vonatnak” a szerelvényét a szövetséges hatalmak hadizsákmányként lefoglalták, de két kocsija visszakerült Magyarországra. A 12. számú, a kormányzó gépkocsiját szállító kocsi 1955-ben került vissza, 2002-ben felújították és a Vasúttörténeti Parkban megtekinthető. A 9. számú étkezőkocsi, amit családi események során is igénybe vett, 2020-ban került vissza és a felújítás után szintén tervezik kiállítani.
2021 júniusában Hajdúbagos község központjában, a polgármesteri hivatallal szemben szobrot emeltek a kormányzó emlékére. A szobor avatása egyébként nem volt problémamentes, mert az avatásra előkészített alkotást az előző éjszaka ismeretlen tettesek fáradtolajjal öntötték le.

## Származása
| nagybányai Horthy Miklós (*Kenderes, 1868. június 18.– †Estoril, Portugália, 1957. február 9.) | Apja: nagybányai Horthy István (*Ramocsaháza, 1830. február 13.– †Kenderes, 1904. június 24.)                        | Apai nagyapja: nagybányai Horthy István (*Ramocsaháza, 1795. december 2.– †Ramocsaháza, 1857. július 17.) Szabolcs vármegye táblabírája, földbirtokos | Apai nagyapai dédapja: nagybányai Horthy László () földbirtokos (Szülei: nagybányai Horthy László, földbirtokos, és szunyogi Szunyoghy Klára) |
| nagybányai Horthy Miklós (*Kenderes, 1868. június 18.– †Estoril, Portugália, 1957. február 9.) | Apja: nagybányai Horthy István (*Ramocsaháza, 1830. február 13.– †Kenderes, 1904. június 24.)                        | Apai nagyapja: nagybányai Horthy István (*Ramocsaháza, 1795. december 2.– †Ramocsaháza, 1857. július 17.) Szabolcs vármegye táblabírája, földbirtokos | Apai nagyapai dédanyja: szolnoki Jármy Anna (*Ramocsaháza, 1771. április 25.– †Ramocsaháza, 1797. december 17.) (Szülei: szolnoki Jármy László, földbirtokos, és mezőtelegdi Csanády Ilona) |
| nagybányai Horthy Miklós (*Kenderes, 1868. június 18.– †Estoril, Portugália, 1957. február 9.) | Apja: nagybányai Horthy István (*Ramocsaháza, 1830. február 13.– †Kenderes, 1904. június 24.)                        | Apai nagyanyja: bizáki Puky Amália (*Káva, 1805. június 26.– †Ramocsaháza, 1839. június 17.)                                                          | Apai nagyanyai dédapja: bizáki Puky Simon (*Káva, 1776. december 22.– †Buda, 1846.) földbirtokos (Szülei: bizáki Puky László, földbirtokos és pilisi Szilassy Zsuzsanna) |
| nagybányai Horthy Miklós (*Kenderes, 1868. június 18.– †Estoril, Portugália, 1957. február 9.) | Apja: nagybányai Horthy István (*Ramocsaháza, 1830. február 13.– †Kenderes, 1904. június 24.)                        | Apai nagyanyja: bizáki Puky Amália (*Káva, 1805. június 26.– †Ramocsaháza, 1839. június 17.)                                                          | Apai nagyanyai dédanyja: roffi Borbély Borbála (*Tiszaroff, 1786. szeptember 1.– †Debrecen, 1815. december 30.) (Szülei: roffi Borbély Mihály, és körösnadányi Nadányi Erzsébet) |
| nagybányai Horthy Miklós (*Kenderes, 1868. június 18.– †Estoril, Portugália, 1957. február 9.) | Anyja: dévaványai Halasy Paula Alexandra Katalin Jozefa (*Kenderes, 1839. március 18.– †Kenderes, 1895. február 26.) | Anyai nagyapja: dévaványai Halasy József Márton Pál Károly Vince (*Eger, 1808. október 15.– †Bécs, 1860. december 10.) földbirtokos                   | Anyai nagyapai dédapja: dévaványai Halasy Károly József (*Eger, 1776. október 15.– †Kenderes, 1839. augusztus 31.) királyi tanácsos, földbirtokos (Szülei: dévaványai Halasy Márton, Heves vármegye alispánja, földbirtokos, és nagyrákói Rakovszky Mária)                                                 |
| nagybányai Horthy Miklós (*Kenderes, 1868. június 18.– †Estoril, Portugália, 1957. február 9.) | Anyja: dévaványai Halasy Paula Alexandra Katalin Jozefa (*Kenderes, 1839. március 18.– †Kenderes, 1895. február 26.) | Anyai nagyapja: dévaványai Halasy József Márton Pál Károly Vince (*Eger, 1808. október 15.– †Bécs, 1860. december 10.) földbirtokos                   | Anyai nagyapai dédanyja: csúzi és pusztaszentmihályi Csúzy Antónia Borbála (*Kisasszonyfa, 1790, augusztus 19.– †Pest, 1828. március 9.) (Szülei: csúzi és pusztaszentmihályi Csúzy József, földbirtokos, és barkóczi Rosty Terézia, akinek az apai nagyapja Rosty István, királyi tanácsos, vasi alispán) |
| nagybányai Horthy Miklós (*Kenderes, 1868. június 18.– †Estoril, Portugália, 1957. február 9.) | Anyja: dévaványai Halasy Paula Alexandra Katalin Jozefa (*Kenderes, 1839. március 18.– †Kenderes, 1895. február 26.) | Anyai nagyanyja: Gärber Erzsébet (*1806. május 1. †Buda, 1882. március 19.)                                                                           | Anyai nagyanyai dédapja: Johann Gerber (Gärber?) (? ?) alkalmi szolga |
| nagybányai Horthy Miklós (*Kenderes, 1868. június 18.– †Estoril, Portugália, 1957. február 9.) | Anyja: dévaványai Halasy Paula Alexandra Katalin Jozefa (*Kenderes, 1839. március 18.– †Kenderes, 1895. február 26.) | Anyai nagyanyja: Gärber Erzsébet (*1806. május 1. †Buda, 1882. március 19.)                                                                           | Anyai nagyanyai dédanyja: Theresia Schneider (? ?) |

## Galéria

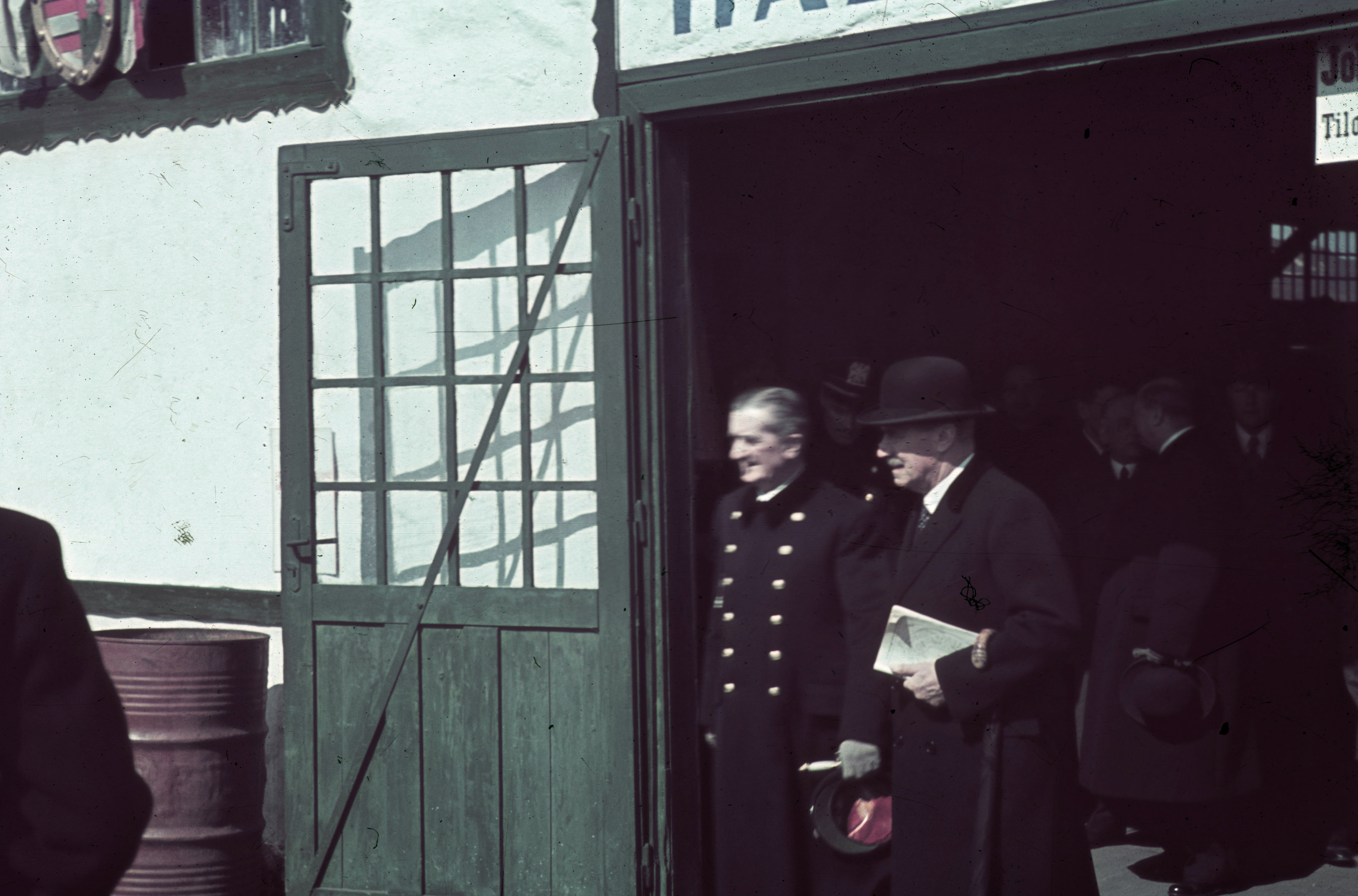
Albertirsai út, Mezőgazdasági kiállítás, Horthy Miklós kormányzó
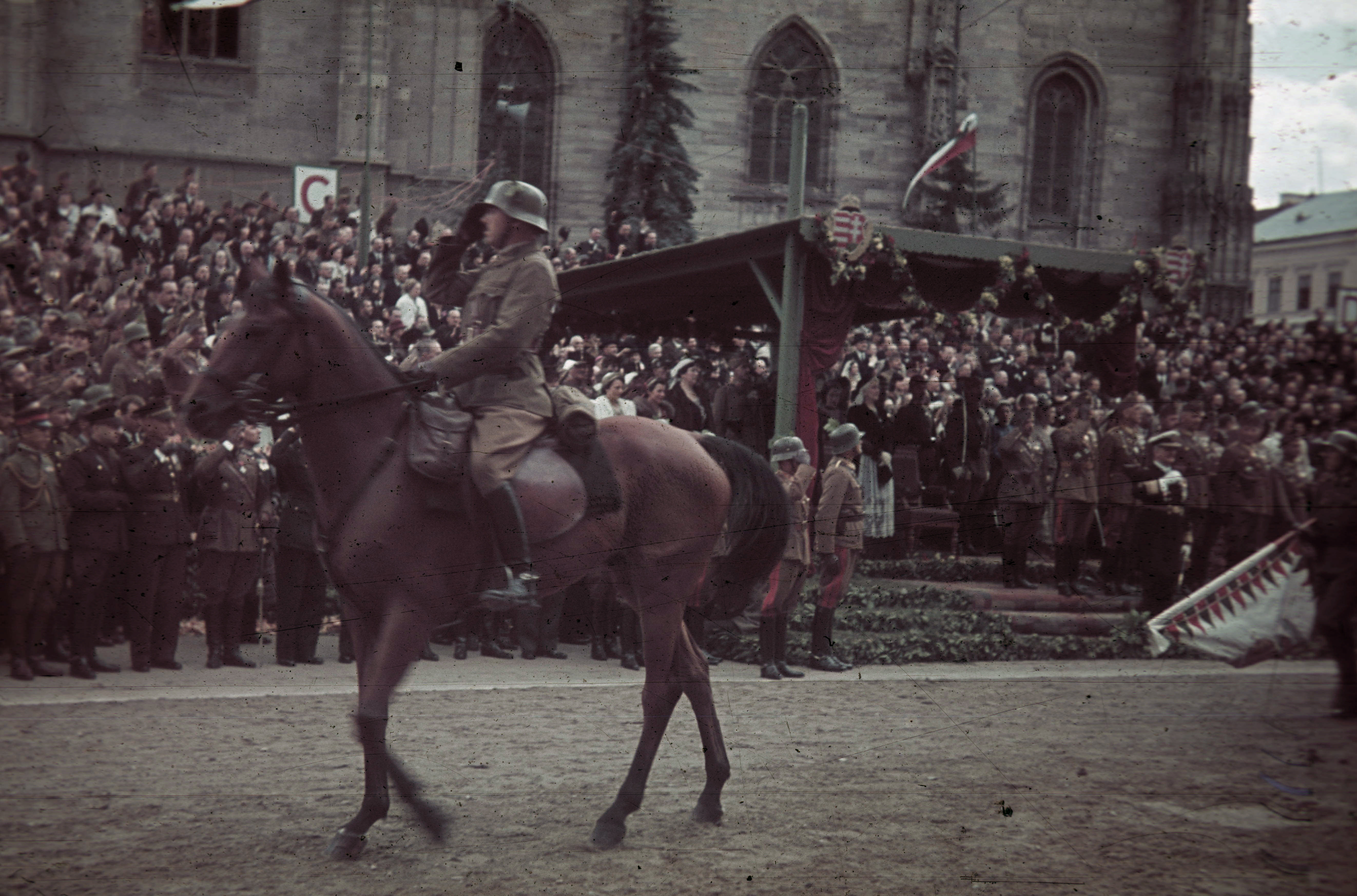
Fő tér a magyar csapatok bevonulása idején, a Szent Mihály-templom előtti emelvénynél Horthy Miklós. A felvétel 1940. szeptember 11-én készült
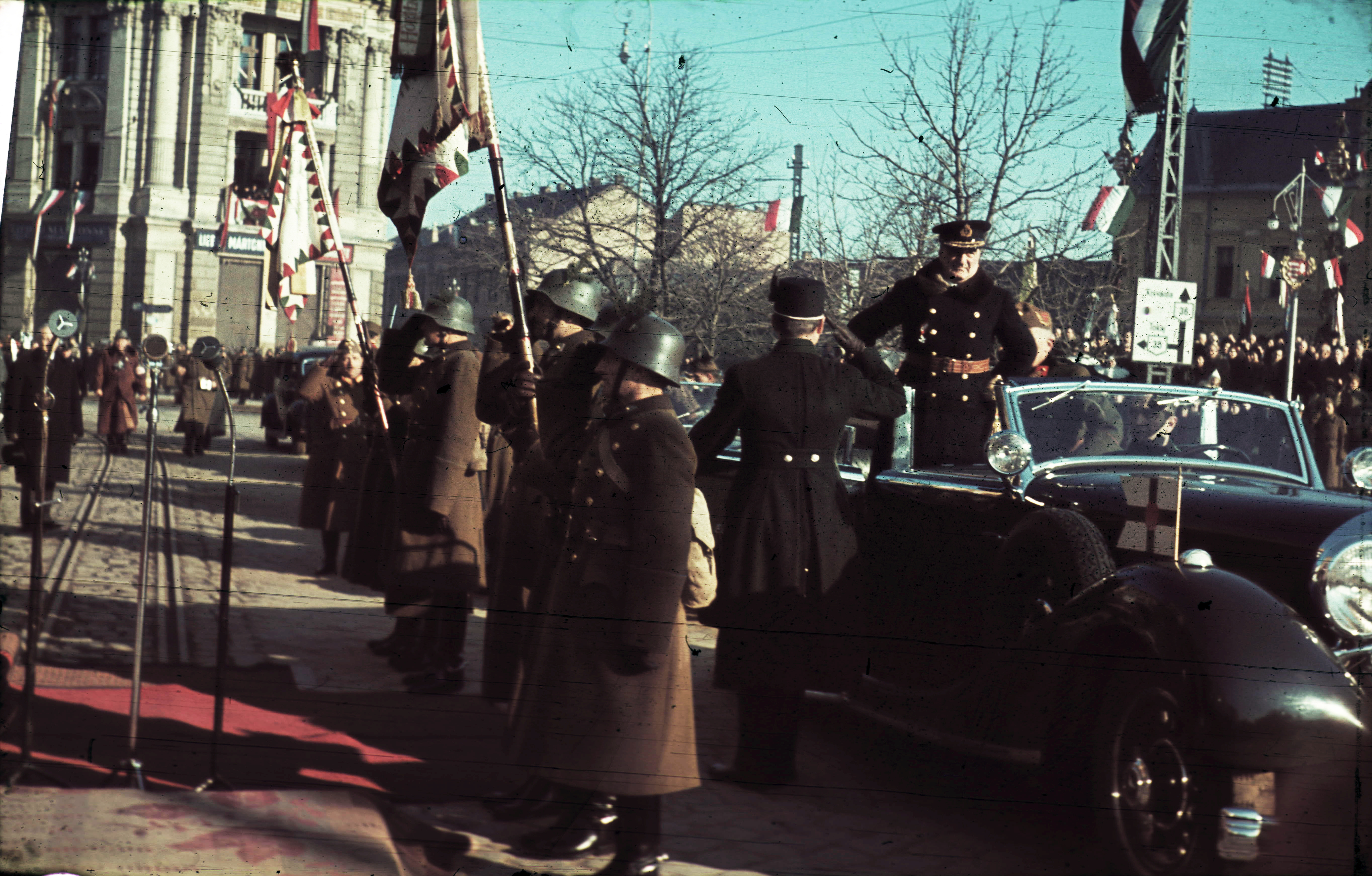
Kossuth tér, ünnepség a frontról hazatért katonák tiszteletére a Városháza előtt. Horthy Miklós kormányzó érkezése
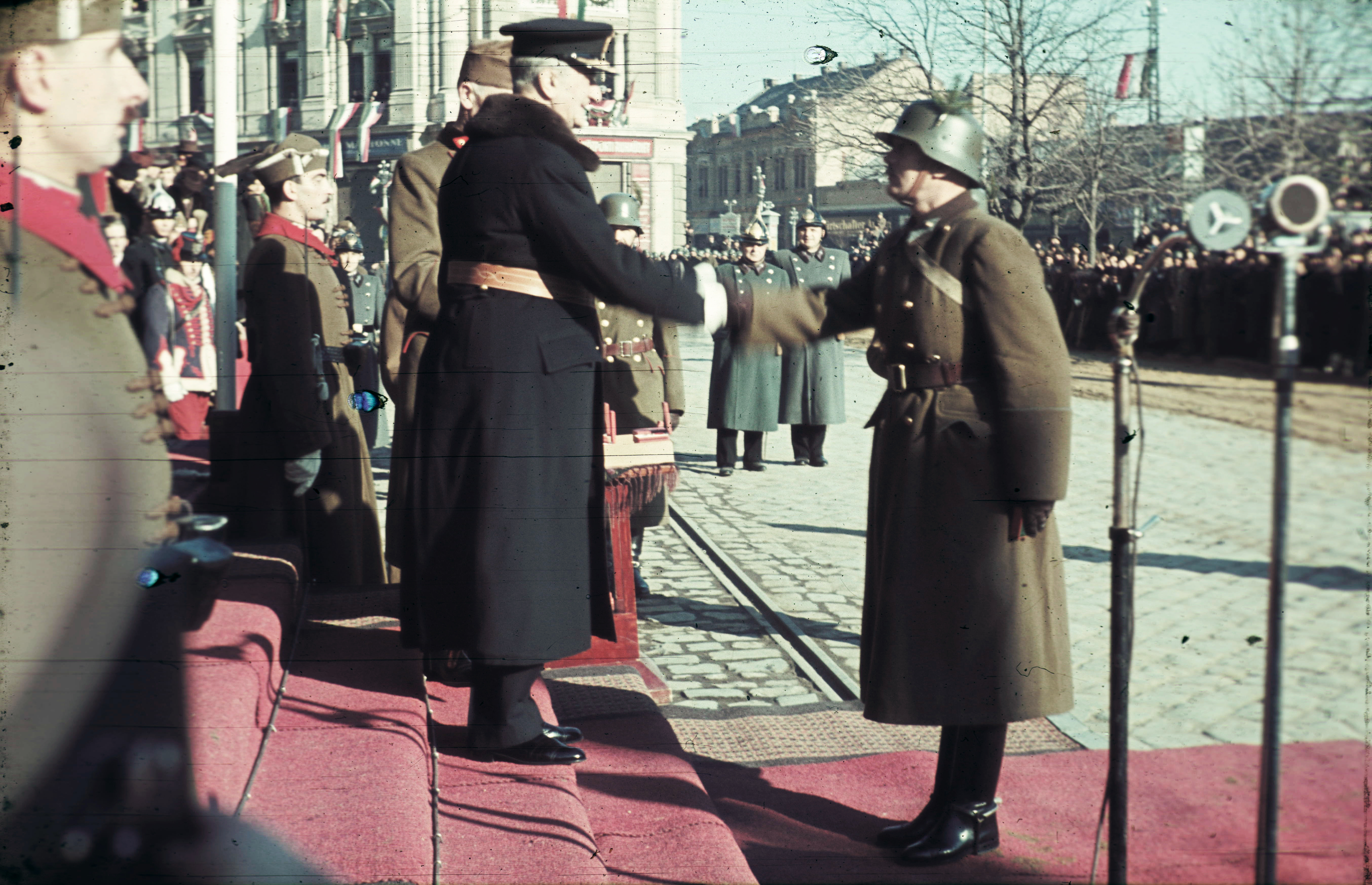
Kossuth tér, ünnepség a frontról hazatért katonák tiszteletére a Városháza előtt. Horthy Miklós kormányzó az ünnepség keretében kitüntetést ad át. Mellette Keresztes-Fischer Lajos altábornagy
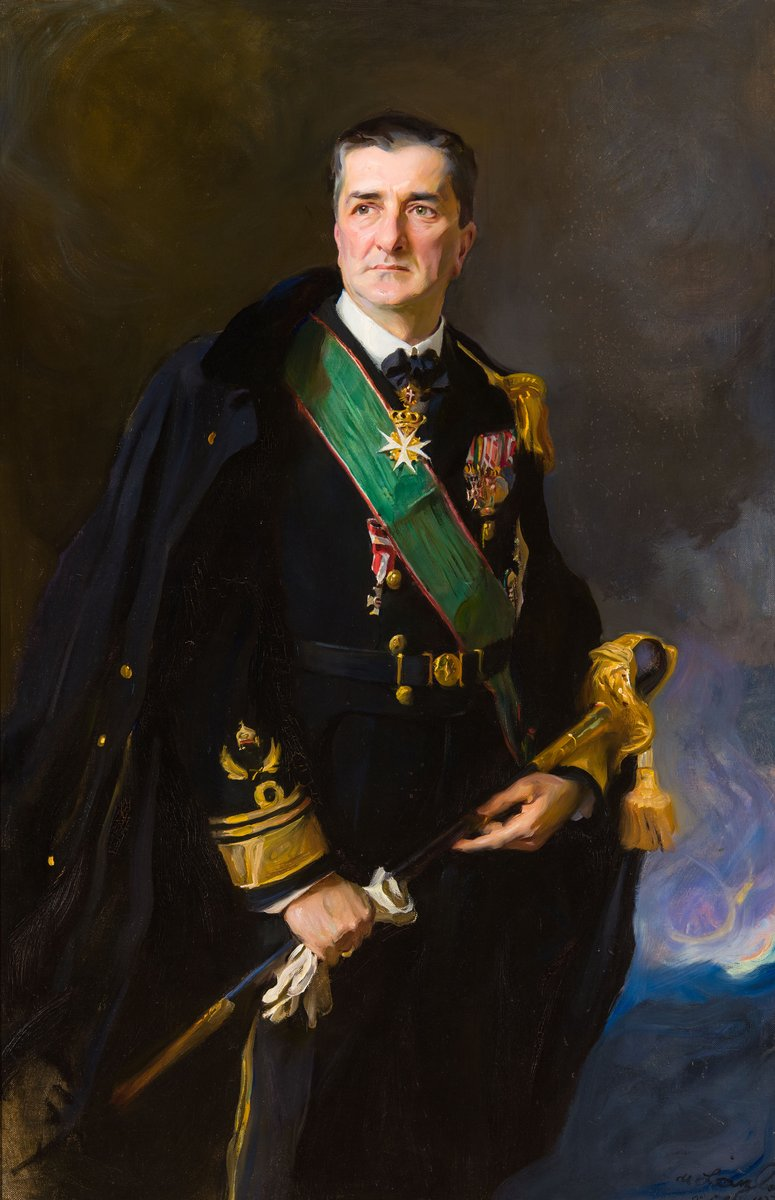
László Fülöp: Horthy Miklós arcképe (1927)
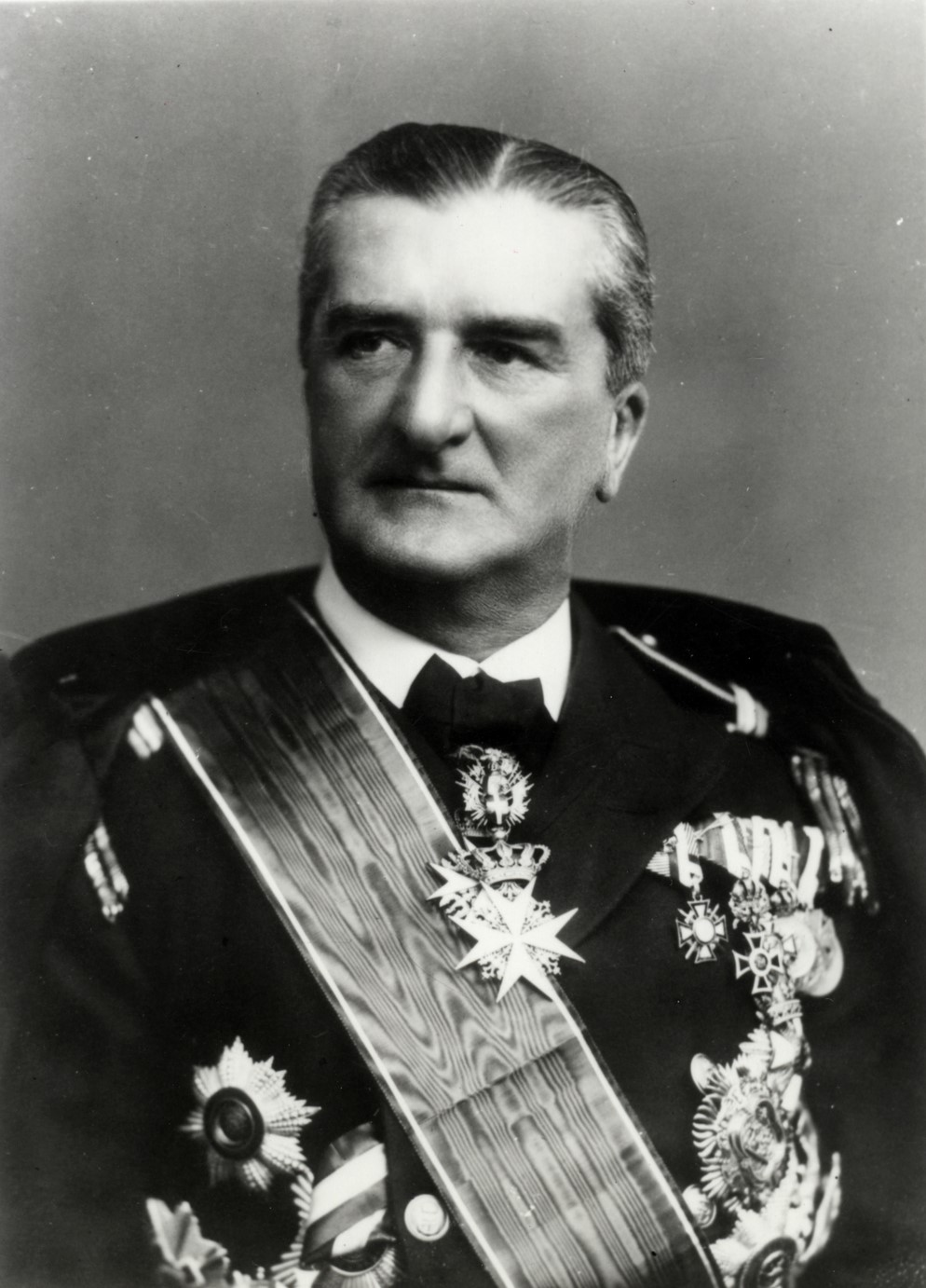
Horthy 1940-ben
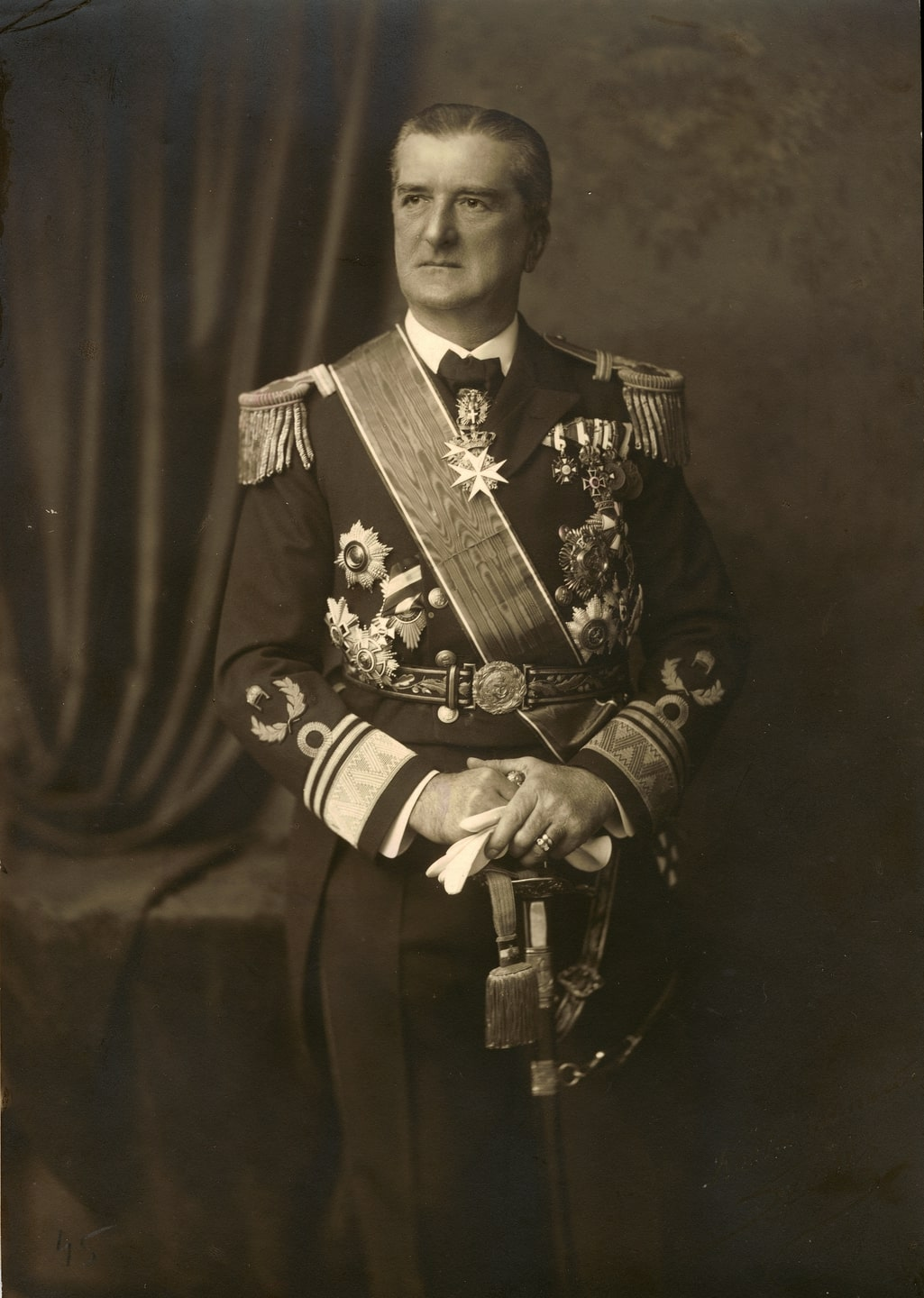
Horthy 1930-ban
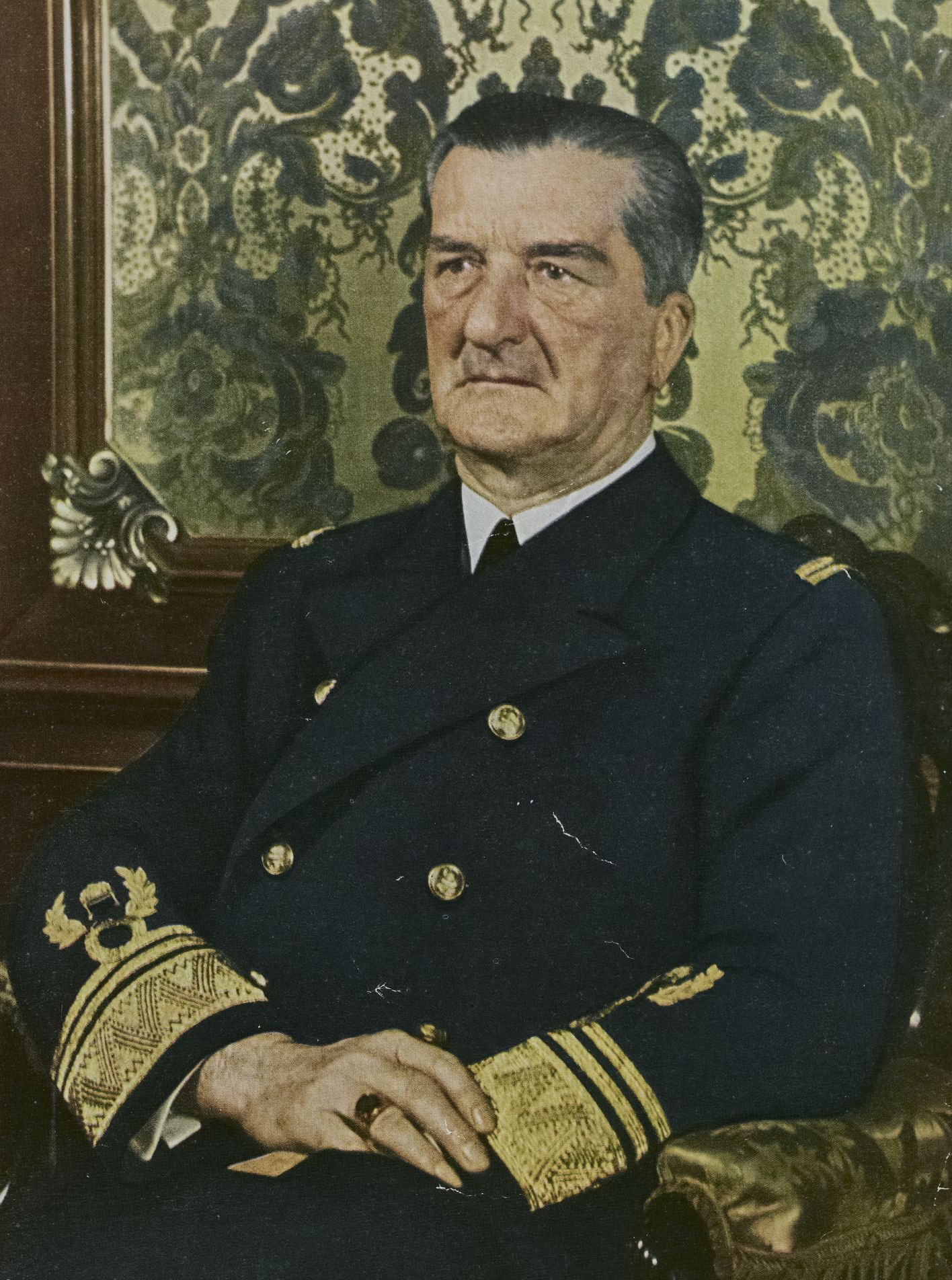
Kormányzói portré, 1932

## Kitüntetései
- Katonai Mária Terézia-rend Nagykeresztje
- Katonai Mária Terézia-rend Lovagkeresztje
- Magyar Királyi Szent István-rend Nagykeresztje
- Magyar Érdemkereszt Nagykeresztje
- Magyar Érdemrend Nagykeresztje
- Magyar Érdemrend Szent Koronával ékesített nagykeresztje hadiszalagon a kardokkal
- Magyar Vöröskereszt Díszjelvénye érdemcsillaga
- Katonai Érdemkereszt II. osztály
- Osztrák Császári Lipót-rend Lovagkeresztje
- Osztrák Császári Vaskorona-rend I. osztály hadidíszítménnyel
- Osztrák császári és királyi kamarás[9]
- Katonai Érdemkereszt III. osztály hadidíszítménnyel
- Bronz Katonai Érdemérem a katonai érdemkereszt szalagján
- Bronz Katonai Érdemérem vörös szalagon
- Osztrák Császári Vaskorona-rend III. osztály hadidíszítménnyel
- Magyar Koronás Bronzérem
- Ferenc József Emlékjel I. osztály
- Károly-csapatkereszt
- Sebesültek Érme
- Magyar Háborús Emlékérem
- Katonai Tiszti Szolgálati Jel I. osztály
- Katonai Tiszti Szolgálati Jel II. osztály
- Osztrák-magyar Katonai Tiszti Szolgálati Jel III. osztály
- Jubileumi emlékérem a fegyveres erők részére
- Katonai Jubileumi Kereszt
- 1912/13-as Emlékkereszt
- Vitézi rend
- Szuverén Máltai Katonai Lovagrend tiszteletbeli nagykeresztes tartománynagya
- Annunziata Rend
- Elefánt Rend
- Aranysarkantyús Rend
- Seraphim Rend
- Szent Sír Rend
- Cyrill és Methold Rend
- Johannita Rend díszkommendátora
- Német Sasrend
- Vaskereszt lovagkeresztje
- I. osztályú Vaskereszt
- Német Vöröskereszt Nagykeresztje
- III. Károly Rend
- Krizantém Rend
- Besa Rend
- Osztrák Érdemrend
- Lipót-rend
- Zvonimir Király Koronája Nagyrend
- Muhamed Ali Rend
- Fehér Csillag Rend
- Fehér Rózsa Rend
- Megváltó Rend
- Három Csillag Rend
- Szent Olaf Rend
- Oroszlán-rend
- Fehér Sas-rend
- Fehér Elefánt-rend
- Karagyorgye Csillaga-rend
- Saskereszt I. osztály
- Szabadságkereszt I. osztálya
- Észt Vöröskereszt I. osztályú érdemkeresztje
- Téli Hadjárat arany emlékérme
- Vörös Sas-rend II. osztály
- Szent Mihály Rend II. osztály
- Koronarend II. osztály
- Daniló Rend II. osztály
- Ozmán Rend II. osztály
- Vaskereszt I. osztálya
- Török Császári Arany Imtiaz érem
- Török Vas Félhold
- Porosz Koronarend III. osztály
- Olasz Vöröskereszt Érdemkeresztje
- Osztrák Háborús Emlékérem
- Bolgár Háborús Emlékérem
- Montenegrói Jubileumi Emlékérem
- Chilei Érdemrend nagykereszt
- Német Világháborús Emlékkereszt

### Elsődleges források
- Emlékirataim; Impr. Cagnasso, Buenos Aires, 1953 (angol, finn, francia, német nyelven is)
- Emlékirataim; jegyz. Sipos Péter, szerk. Antal László; 3. jav. kiad.; Európa–História, Budapest, 1990 (Extra Hungariam)
- Horthy Miklós, Emlékirataim, szerk. Antal László, Budapest, Európa, 1993 (Extra Hungariam), ISBN 963075570X – 3., módosított kiadás
- Horthy Miklós dokumentumok tükrében, szerk. H. Haraszti Éva, Budapest, Balassi, 1993, ISBN 963787335X
- Horthy Miklós titkos iratai, szerk., magy. és jegyz. Szűcs László, Budapest, Magyar Országos Levéltár, Kossuth Kiadó, 1962
- Vitéz nagybányai Horthy Miklós élete képekben, vál. és összeáll. Vuray György, Budapest, Faktor, 1993, ISBN 9638512512
- John Flournoy Montgomery. The Unwilling Satellite, New York, The Devin-Adair Company, 1947, ISBN 1-931313-57-1
- A Dunánál: magyarok a 20. században (1918–2000), Encyclopaedia Humana Hungarica 09., Enciklopédia Humana Egyesület, Budapest, 2001
- Magyarország a XX. században, Babits Kiadó, Szekszárd, 1996–2000
- Prolit kézikönyv 1820–2016

### Az 1945–1989 közötti történetírás munkái
- Kerekes István, Horthy „keresztény és nemzeti” Magyarországa, Budapest, Terv Nyomda, 1961
- Pintér István, Ki volt Horthy Miklós (életrajz), Budapest, Zrínyi, 1968
- Szinai Miklós – Szűcs László: Horthy Miklós titkos iratai. Budapest, Kossuth kiadó, 1962
- Vas Zoltán, Horthy, Budapest, Szépirodalmi, 1977, ISBN 963150798X – 3. kiad., korábban „Őfelsége szárnysegéde” címmel jelent meg.

### Emigrációs magyar irodalom
- Gosztonyi Péter, Miklós von Horthy (Admiral und Reichsverweser), Göttingen, Zürich, Frankfurt, Musterschmidt, 1973

### 1989 után született irodalom
- Bálint István János szerk. és utószó: Vitéz nagybányai Horthy Miklós, Budapest, Vitézi Szék, 2001, ISBN 9630061902 – készült a „Horthy Miklós” (Budapest, Singer és Wolfner, 1939) c. kiad. alapján
- Bencsik Gábor: Horthy Miklós (a kormányzó és kora), Budapest, M. Mercurius, 2003, ISBN 9638552859 – 3., jav. kiad.
- Bernáth Zoltán: Horthy Miklós, egy lovaguralkodó és népe, Pallas Antikvárium Kft., 2007, ISBN 9789637524455
- Bokor Imre: Vitéz nagybányai Horthy Miklós, Budapest, Szenci Molnár Társaság, 2002 (A Herman Ottó Társaság nemzetpolitikai sorozata, 17), ISBN 9632500539
- Boros Zsuzsanna: Parlament, pártok, választások a Horthy kori Magyarországon I, Rejtjel Kiadó 2002
- Boros Zsuzsanna: Parlamenti viták a Horthy kori Magyarországon I–II., Rejtjel Kiadó, 2006
- Boros Zsuzsanna – Szabó Dániel: Parlamentarizmus Magyarországon 1867–1944, Eötvös Kiadó, 2008
- Gosztonyi Péter: A kormányzó, Horthy Miklós (és az emigráció), Budapest, Százszorszép, 1992, ISBN 9637673059 – 2., jav. és bőv. kiad.
- Gyurgyák János: "Zsidóság a Horthy-korszakban", in A zsidókérdés Magyarországon, 110–208 o., Budapest, Osiris, 2001 ISBN 9633890276
- Koltay Gábor: Horthy, a kormányzó. Szabad Tér Kft., 2007. ISBN 978-963-87061-5-7
- Nemeskürty István: Búcsúpillantás. A magyar királyság és kormányzója 1920–1944, Szabad Tér, Budapest, 1995
- Thomas Sakmyster: Admirális fehér lovon (Horthy Miklós, 1918–1944), ford. Romsics Gergely, Budapest, Helikon, 2001 (Helikon universitas, történelemtudomány), ISBN 9632087003
- Sándor György: Horthy, Kádár (hasonlóságok és különbségek), Budapest, Budapest-Print, 2004 ISBN 9636951578
- Sebők János: A titkos alku – Zsidókat a függetlenségért, A Horthy-mítosz és a holokauszt, Szerzői kiadás, 2004. ISBN 9632167147 
(Ormos Mária történész véleménye)
- Ungváry Krisztián: A Horthy-rendszer mérlege. Diszkrimináció, szociálpolitika és antiszemitizmus Magyarországon. Jelenkor, 2012, ISBN 9789636765224
- Horthy Miklós, kultusz és ellenkultusz, Rubicon Történelmi Magazin, 2007/10. szám
- Karsai László: Érvek a Horthy-szobor mellett Tanulmány, Mozgó Világ, 2012. augusztus
- Vásárhelyi Mária: Szeretjük-e Horthy Miklóst? Tanulmány, Mozgó Világ, 2012. augusztus
- Ungváry Krisztián: Kiugrás a történelemből. Horthy Miklós a világpolitika színpadán; Open Books, Bp., 2022

### Külföldi szakirodalom
- Dreisziger Nándor (szerk.): Hungary in the Age of Total War (1938–1948), Columbia University Press, New York, 1998 (East European Monographs 509), ISBN 088033407X, (sokszerzős tanulmánykötet)
- Thomas Sakmyster: Miklós Horthy and the Jews of Hungary In: Richard Frucht (szerk.): Labyrinth of Nationalism, Complexities of Diplomacy (essays in honor of Charles and Barbara Jelavich), Slavica, Columbus (Ohio), 1992, 121–142 o., ISBN 0893572330
- Thomas Sakmyster: Hungary's Admiral on Horseback: Miklós Horthy 1918–1944, Columbia University Press, New York, 1994 (East European Monographs 396), ISBN 088033293X
- Thomas Sakmyster: Admirális fehér lovon, Helikon Kiadó, Budapest, 2001, (Helikon universitas), ISBN 963-208-700-3
- John Flournoy Montgomery: Hungary – The Unwilling Satellite, The Devin-Adair Company, New York, 1947, ISBN 1-931313-57-1, (online elérhető fejezetek: hungarian-history.hu)

### Interneten elérhető irodalom
- John Flournoy Montgomery: Hungary – The Unwilling Satellite, (Magyarország, a vonakodó csatlós, angol nyelven)
- Horthy Miklós: Emlékirataim, Buenos Aires, 1953 (magyar nyelven)
- Horthy Miklós emlékiratai, (angol nyelvű, jegyzetekkel és egyéb információkkal bővített változat)
- Isépy Dezső: Gondolatok Horthy Miklósról, (MEK)
- Isépy Dezső: A magyar fegyverszünet tragédiája – 1944. október 15., (tanulmány Horthyról és a fegyverszünetről, benne: Koszorús Ferenc emlékiratai és tanulmányainak gyűjteménye, MEK)
- A Horthy-korszak, In: Magyarország a XX. században